# 국가정보원 여론 조작 사건
국가정보원 여론 조작 사건(國家情報院輿論操作事件) 또는 대선 개입 사건(大選介入事件)은 2012년 대한민국 대통령 선거기간 중 대한민국 국가정보원 소속 심리정보국 소속 요원들이 국가정보원의 지시에 따라 인터넷에 게시글을 남김으로써 국가정보원이 대한민국 제18대 대통령 선거에 개입하였다는 사건을 일컫는다. 당시 야당인 민주통합당은 2012년 12월 11일 국가정보원의 정치개입에 대한 문제를 제기했다.

## 사건의 확대
해당 국가정보원 직원인 김하영이 활동한 인터넷 사이트인 오늘의유머에서 다른 국가정보원 직원의 활동한 흔적이 확인되고 당시 국가정보원장이었던 원세훈이 국정원 내부 인트라넷을 통해 직원들에게 수년 동안 정치에 개입하는 인터넷 활동을 지시한 내용이 확인되고, 15개 이상의 사이트에서 국가정보원 직원들이 게시글을 남긴 사실이 확인되어 사건이 확대되었다. 2013년 4월 18일까지 서울수서경찰서가 김하영과 관련 인물의 인터넷 여론 조작 활동을 수사하여 국가정보원법 위반 기소의견으로 검찰에 송치했다. 서울지방검찰청 특별수사팀이 원세훈의 정치 개입에 대해 수사한 결과 원세훈을 정치적 여론 조작 활동과 대통령 선거 후보중 박근혜에 우호적인 여론을 조성하고 야권 후보를 비방한 사실, 김용판 서울지방경찰청장이 대통령 선거 직전 수사에 외압을 넣고 허위의 중간수사 결과를 발표한 사실을 확인하여 둘을 공무원으로서 부당한 직무를 행사한 죄와 불법 선거운동을 한 공직선거법을 위반한 공무원의 선거운동행위로 기소했다.
대통령 선거 직전의 국가정보원의 주장과 다르게 정치 비방활동을 한 것이 확인되었고 서울지방경찰청이 국정원 직원의 여론 조작 활동을 발견하였음에도 김용판 서울지방경찰청장의 지시에 따라 대선 3일 전 흔적을 찾지 못했다고 발표하였다. 국가 기관이 여론 조작에 앞장선 것에 대한 비판과 경찰이 사건을 은폐하는 발표를 한 것 등이 논란이 되고 있다.
2013년 12월 기준으로 국군사이버사령부 직원들이 대선에 개입하는 글을 올린 것과 국가정보원 심리전단에서 트위터에 수십만건 이상의 정치·대선개입활동을 한 사실이 확인되어 사건이 더욱 확대되었으며 야권 지지층을 중심으로 박근혜 대통령에 대한 퇴진 요구까지 제기되기로 했다. 박근혜 대통령은 이후 박근혜-최순실 게이트로 다시 한번 국민의 퇴진 요구를 받았고 파면되었다.
2014년 9월 11일 서울중앙지법 형사합의21부는 국가정보원법 위반과 공직선거법 위반 혐의로 기소된 원세훈 전 국정원장에 대해 징역 2년6월에 집행유예 4년, 자격정지 3년을 선고하였다. 재판부는 원 전 원장의 국정원법 위반을 인정하였으나, 공직선거법위반 혐의에 대해서는 무죄를 선고하였다. 서울고등법원 형사6부는 2015년 2월 9일 항소심 선고 공판에서 공직선거법 위반 혐의도 유죄로 인정하여 징역 3년, 자격정지 3년을 선고하고 법정구속하였다. 대법원 전원합의체는 2015년 7월 16일 항소심이 증거능력에 대한 법리를 오해하고 사실관계를 잘못 판단한 오류가 있다며 유무죄 판단 없이 사건을 파기환송하였다. 2017년 8월 30일 항소심에서 국가정보원법 위반과 공직선거법 위반 혐의가 인정되어 징역 4년형과 자격정지 4년이 선고되었고 2018년 4월 19일 확정되었다.
반면 김용판은 무죄가 선고되었고, 문재인 정부 출범 이후 김병찬 수사2계장이 국가정보원에 수사유출 혐의로 기소되었다. 그리고 원세훈 등은 댓글 요원 기용에 대한 국고손실 혐의로 기소되었다.
2017년 8월 3일 국정원 개혁발전위원회 산하 적폐청산TF는 국정원에서 2009년 5월부터 2012년 12월까지 민간인으로 구성된 최대 30개의 사이버 외곽팀을 운영한 사실을 확인했다고 위원회에 보고하였다.

## 사건의 진행

### 대통령 선거 이전

#### 전직 국가정보원 직원의 제보
대한민국 제18대 대통령 선거의 선거운동 기간 중에, 당시 야당이던 민주통합당은 한 전직 국가정보원 공무원으로부터 국가정보원의 여론 조작활동에 대한 제보를 받았다.
이 제보에 따르면 국가정보원은 2011년 11월부터 국가정보원 3차장 산하의 심리전 담당부서를 심리정보국으로 격상시키고 3개의 팀에 총 70여 명을 두어 매일 정치 현안에 댓글을 달도록 지시하였다. 심리정보국 요원들은 오전에 잠시 국가정보원에 출근해 전날의 작업내용을 보고한 뒤, 다시 외부로 나가 작업을 벌였다. 그 중 한명인 국가정보원 직원 김하영이 서울 강남구 역삼동의 오피스텔에서 머물며 댓글을 달았다. 제보를 받은 민주통합당은 해당 오피스텔을 찾아 그 직원이 제보내용과 같이, 김하영이 오전 늦게 출근하고 한낮에 귀가해서 근무 시간이 3시간에 불과한 것을 확인하고 이를 대한민국 중앙선거관리위원회와 경찰에 신고하였다.

#### 역삼동 오피스텔 607호 대치
2012년 12월 11일, 민주통합당과 경찰은 그 오피스텔인 역삼동 스타우스 오피스텔 607호로 찾아가 이 사건에 대한 조사를 시도하였다. 오피스텔의 거주자가 국가정보원 직원 김하영임이 밝혀졌다. 그러나 김하영은 40여 시간동안 문을 잠근 채 경찰의 오피스텔 진입을 저지했다. 이 과정에서 김하영이 증거를 은폐했을 가능성이 제기되었으며, 증거를 은폐한 사실은 뒤늦게서야 확인이 되었다. 당시 상황은 인터넷으로 생중계되었다. 대치중 김하영은 전화를 통해 자신이 항상 정치적 중립을 지키고 있으며 대선과 관련한 어떤 글도 인터넷에 올린 적이 없다고 주장했다.
2012년 12월 13일, 김하영은 경찰청에 임의 제출 형식으로 자료를 제출하였지만 경찰과 선거관리위원회의 휴대전화와 이동식 저장장치 제출요청은 거부하였다. 한편 민주통합당은 해당 조직의 실체와 업무 내용을 밝힐 것을 요구했다.

#### TV토론과 경찰의 중간발표
2012년 12월 16일은 대통령 후보 마지막 TV 토론이 열리는 날로 전날 이정희 후보가 사퇴하여 양자 토론으로 열리게 되었다. 박근혜 새누리당 대통령 후보는 저녁 열린 '대통령 후보 TV 토론'에서 민주통합당이 가해자이고 국정원 직원이 피해자라고 주장하였다. 대통령 후보자 공식 TV 토론은 밤 10시에 끝났고, 한시간 뒤에 2012년 12월 16일 밤 11시에 서울지방경찰청은 '국가정보원 직원 김 모 씨가 다수의 아이디를 사용한 증거는 나왔지만 게시글이나 댓글을 단 흔적이 없다'는 중간 수사 발표를 하였다.
이는 경찰이 앞서 “김씨 컴퓨터를 분석하는 데 1주일 정도 걸릴 것”이라고 예고한 것과 달리 김하영의 컴퓨터 하드디스크만을 검사하고 IP와 포탈사이트 로그인기록은 분석하지 않은 채 3일만에 수사결과를 발표한 것이다. 서울 수서경찰서 관계자는 “김씨의 아이피(IP) 등에 대한 수사가 제대로 이뤄지지 않은 상태에서 서울지방경찰청('윗선')이 ‘오후 11시에 보도자료를 내라’는 지침을 받아 보도자료를 냈다”고 말했다
표창원 교수는 "대치상태가 40시간 지속되면서 그 사이에 어떤 증거 인멸이 있었는지도 모르는데 임의제출 형식으로 증거물을 제출 받았다"며 "지금 분석 결과만 가지고 진위를 확인할 수 있는 상태가 아니다"고 지적했다.
중간 수사 발표를 하여서 경찰청이 선거에 개입하였다는 지적에 대해서 경찰청은 국민의 관심이 커서 중간 수사 발표를 하였다고 해명하였다. 선거 이후 민주통합당은 2013년 2월 6일 국가정보원 대선개입 수사와 관련, 김용판 서울지방경찰청장에 대해 형법상 직권남용, 경찰공무원법 위반 혐의로 서울중앙지방검찰청에 고발장을 제출하기로 결정했다. 한편 선거 이후 이 발표는 허위로 드러났으며, 실제로는 국정원 직원의 여론 조작 활동을 했던 사실이 드러났다.

### 대통령 선거 이후

#### 경찰이 국가정보원 여론조작 활동을 확인
2013년 1월 3일, 경찰은 김하영의 컴퓨터에 저장된 내용을 분석한 결과 16개의 아이디가 오늘의유머에서 사용된 것을 확인했고 정치성향 게시글에 찬반 표시를 한 사실을 확인했다고 밝혔다. 이후 국가정보원은 오늘의유머에서의 활동이 고유 업무이고, 추천과 반대는 정치 게시판과 무관한 게시판에서 이뤄져 개인적으로 한 일이라고 발표하며 오늘의유머는 '종북 사이트'라고 주장하였다. 오늘의유머에서 정부 비판적인 글이 추천을 많이 받아 베스트 게시물로 선정되면 김하영이 다른 게시판의 글들을 추천하여 베스트게시물로 보낸 사실이 확인되어 정부 비판적인 글에 대해 밀어내기 목적으로 한 행위일 가능성이 제기됐다.

#### 해당 국가정보원 직원의 대응
이후 김하영이 정부를 지지하고 야당을 비판하는 내용의 게시글을 올린 것이 확인되었는데 국가정보원은 이것을 '대북 심리전'이라고 주장하였다. 이때 김하영이 올린 게시글에 북한과 무관한 4대강 정비 사업, 제주해군기지 등에 대한 옹호글도 있는 것이 확인되어 야당, 시민단체가 이에 대해 강력히 반발하였다. 뒤이어, 김하영이 타인에게 아이디를 빌려준 사실이 밝혀졌다.
김하영은 특정 인터넷 사이트의 개인 아이디를 언론사 기자에게 건넨 자를 밝혀달라며 정보통신망 이용촉진 및 정보보호 등에 관한 법률 위반 혐의로 인터넷 사이트 관리자와 경찰 관계자를 검찰에 고소했으며, 민주통합당은 중간 수사 발표와 관련해 김용판 서울지방경찰청장을 '형법상 직권남용, 경찰공무원법 위반' 혐의로 검찰에 고발했다.

#### 국가정보원 여론조작 활동 추가 확인
이후 김하영으로부터 민간인 이정복이 아이디를 받아 이명박 정부와 새누리당을 옹호하는 글을 올린 정황이 드러났고, 이와 함께 또 다른 인물이 참여한 정황이 드러났다. 이정복은 40대 남성으로 명문대를 졸업했지만 2011년부터 뚜렷한 직업 없이 고시원에 머물렀으며, 그의 행적에 대해서는 의문점이 존재한다.
그럼에도 이정복은 월세를 거르지 않았다가 5개의 아이디를 건넨 진술이 나온 1월 5일 고시원을 떠났다. 의혹이 터진 직후 그는 그 곳을 떠났으나 그해 2월경 검찰과 경찰의 탐문 수사로 정체가 윤곽을 드러냈다. 이정복은 고향이 부산으로 17대 총선에서 한나라당의 선거 운동을 한 적이 있었다.

#### 국가정보원의 제보자 파면, 고발
2013년 2월 20일, 민주통합당은 국가정보원이 대선에 개입했다고 제보한 직원을 파면한 것을 밝혀내고 이에 항의하였다. 국가정보원은 '2012년 총선 예비후보였던 국가정보원 전 직원 A씨가 현직 직원 B씨와 공모해 대북 심리전 부서의 조직과 편제, 인원, 담당 업무 등의 정보를 수집했고 이어 김 모 씨를 미행해 개인 거주지를 확인한 뒤 민주통합당에 제보했다'라고 밝혔다. 한편 파면된 B씨는 자신은 A씨에게 정보를 준 적이 없다며 소청심사를 신청하였다.
국가정보원은 A씨와 B씨를 직무상 취득한 비밀 누설죄, 정치 관여 금지죄 등의 혐의로 검찰에 고발하였으며, B씨를 파면했다. 또한, 민주통합당은 '국가정보원법 등 위반' 혐의로 국정원 직원과 동조하여 글을 단 이정복을 고발함에 따라 이정복은 참고인 신분에서 피의자로 신분이 전환되었다.
한편 국가정보원에서는 내부고발자로 지목된 인사들을 파면조치하였다. 국가정보원이 김하영 직원의 선거개입 의혹을 제기한 내부고발자 직원 3명 은 2월 20일 대선개입을 제보했다는 이유로 파면당하였다. 이에 경실련은 2월 20일 논평을 내고 내부고발자로 지목된 인사들이 공익제보자이며 국정원은 "스스로 정권의 하수인이었음을 드러내는 처사로 비판받아 마땅하다"고 주장했다. 경실련은 이날 논평을 통해 "국정원의 명예와 신뢰를 실추시킨 직원을 비호하고, 공익신고자보호법 제7조 ‘공직자의 공익신고 의무’ 조항에 의해 공익침해행위에 대한 신고의무를 충실히 이행한 내부공익제보자들을 파면한 것은 동법 제15조 ‘불이익조치 등의 금지’ 조항을 위반한 명백한 위법행위"라고 주장하였다.
경실련은 특히 "특정 여론을 조성할 목적으로 특정 정당이나 특정 정치인에 대하여 찬양·비방하는 행위들을 금지하고 있는 국가정보원법 제9조의 ‘정치관여금지’ 조항을 위반한 직원에 대한 징계보다, 공공의 이익과 선거중립을 지키기 위해 용기 있는 행동을 한 내부 제보자를 중징계한 것은 본말전도이며, 적반하장"이라고 비판했다. 경실련은 "국가의 안보를 책임지는 최고기관의 정치개입, 선거개입은 국가의 기강을 뒤흔들고, 우리 사회의 정의와 민주주의 골간을 훼손하는 행위로 즉각적인 진상조사를 촉구한다"며 새누리당과 박근혜 당선인에게 야당의 국정조사 요구를 받아들일 것을 압박했다. 민주통합당도 2월 20일 논평을 내고 국가정보원이 여직원 대선개입을 제보한 국정원 직원 3명을 파면한 데 대해 “자신에 대한 반성 없이 징계를 통한 문제 덮기에 나선 것”이라며 “국정원 대선개입 국정조사가 시급하다”고 밝혔다.
오늘의유머 운영자는 김하영을 비롯한 다수의 사람들이 일정 기간 동안 무차별적으로 게시글을 올리고 추천·반대를 조작해 정상적인 사이트 운영을 방해했다며 업무방해 혐의로 여론조작을 한 직원들과 그에 활동에 동참한 사람들을 고소하겠다고 밝혔다.
2013년 3월 17일, 새누리당과 민주통합당은 4대강 정비 사업과 이 사건에 대한 국정조사를 검찰 수사 결과가 발표된 이후 실시하기로 합의했다.

### 문재인 정부 출범 이후
2017년 8월 3일 국정원 개혁발전 위원회 산하 적폐청산TF는 국정원에서 2009년 5월부터 2012년 12월까지 민간인으로 구성된 최대 30개의 사이버 외곽팀을 운영한 사실을 확인했다고 위원회에 보고하였다.

## 여론조작 관련 웹사이트
서울중앙지방검찰청에서는 김하영과 이환주등 국정원 관련자가 활동한 것이 확인된 오늘의유머, 뽐뿌, 보배드림 이외에 네이버, 다음, 네이트 등 포털, 그리고 다른 사이트에 대해 수사했다. 앞선 사이트를 포함하여 일베저장소, 디시인사이드 등 총 8~10개 사이트에 대하여 압수수색을 5월 초 실시하였고, 수사 대상을 15개 사이트로 확대하였다. 엠엘비파크, 클리앙, 웃긴대학에서의 활동이 추가로 확인되었다.

### 오늘의유머
국정원 직원 김하영 등이 주로 활동한 것으로 포착된 인터넷 사이트는 오늘의유머이다. 4월 30일 민주사회를 위한 변호사모임은 국가정보원 직원과 관련자의 여론조작에 대해 피해사이트를 대리하여 업무방해죄로 고발하였다. 민변은 국가정보원 의심 아이디가 오늘의유머에 대한 활동을 분석한 결과 73개의 아이디에서 총 1485번 반대를 눌렀고 새누리당과 박근혜를 비판하는 글에 대한 반대, 문재인 지지글에 대한 반대의 형태로 1100건의 반대 표시가 있었고 이밖에 이명박을 비판하는 글에 대한 반대가 있었던 사실을 공개했다. 또 390개의 게시글을 올렸는데 박근혜를 옹호하고 문재인을 비방하는 글이 다수 공개되었다 북한에 대한 내용에 반대한 것은 3건에 불과했으며 3건 모두 북한을 옹호하는 글은 아니었다. 한편 추천은
5월 3일 오늘의유머 관리자 이호철은 국정원 관련자가 반대를 한 게시글을 오늘의유머 홈페이지에 공지사항으로 공개하였다.
5월 6일 국가정보원 직원 김하영을 도운 혐의를 받고 있는 일반인 보조요원 이정복은 일간베스트저장소의 글을 '오늘의 유머'에 지속적으로 퍼나르는 활동을 했으며 국가정보원 직원 김하영은 직접 아이디까지 건네며 이정복을 지원했던 것으로 파악됐다. 둘의 관계를 잘 아는 지인은 JTBC와의 통화에서 "일반인 이씨가 오늘의 유머 활동을 차단당하자 국가정보원 직원이 아이디 5개를 건넸다"고 말했다.
민주사회를 위한 변호사 모임이 공개한 자료에 따르면 이들 계정의 찬성·반대 활동은 평일 근무시간에 주로 이루어졌고 대선 한 달 전인 11월부터 왕성하게 활동하였다. 특히 토요일, 일요일, 추석연휴에는 활동을 중단했다. 특히 정치 사회에 대한 글을 밀어내기 목적으로 연예,요리 게시판의 글을 추천했다. 평소에는 유머·요리 분야에 전혀 관심을 보이지 않았으나 선거 시기가 다가올때 연예, 요리 게시판의 글을 추천했다.

### 뽐뿌, 보배드림
2013년 2월 4일 김하영이 두 사이트에서 활동한 사실이 공개되었다. 이 사이트는 실명인증이 필요하여 두 개의 아이디를 만들 수 없는데 각 사이트에서 두 개의 아이디를 사용했으며 하나는 자신의 것으로, 하나는 타인의 것을 사용했다. 국가정보원은 김하영이 일반인에게 동의를 받고 제공받은 것이라고 해명하였다.

### 트위터
2013년 3월, 원세훈의 지시 내용을 오타까지 그대로 따라 올린 트위터 계정 65개가 발견되었다. 이들 계정은 민주통합당이 김하영의 오피스텔을 급습한 2012년 12월 11일 이후 활동이 중단된 상태였다.
4월 19일 뉴스타파는 국가정보원장의 지시내용을 퍼트리는 등 국가정보원으로 의심되는 트위터 계정 640개를 분석하여 10개의 그룹으로 특징지어지며 역할을 분담하는등 조직적인 구조를 띄고 있다는 사실을 공개했다. 뉴스타파는 10개의 그룹 이 각각 특정 이용자의 트윗내용을 주로 리트윗하는 활동을 했다고 보도했는데, 이들 계정의 하나인 nudlenudle은 십알단으로 새누리당을 위해 트위터에서 활동한 윤정훈 목사가 올린 사진을 다시 올리기도 했다.
이들 계정이 삭제되어 글이 지워져 있지만, 5월 9일 YTN의 보도에서 트위터의 내용을 수집하여 빅 데이터 처리하는 업체에 글이 남아있는 것으로 확인되었다. 한편, 대한민국내 포털에 있는 똑같은 아이디가 남아있어서 이를 통해 실체를 규명할 수 있다고 한다.
이에 따라 검찰은 트위터 등 SNS 계정에 대한 수사를 개시하였다. 한편 뉴스타파는 트위터 아이디와 포털 아이가 일치하는 아이디를 바탕으로 국정원 의심 트위터의 정체를 분석하여 공개했다.
2013년 5월 17일 뉴스타파는 이 중 nudlenudle을 국정원 직원으로 확인하여 보도했다. 국가정보원이 트위터에 여론 조작을 한 사실은 2013년 6월 7일 채널A보도에서 확인되었다. 자동으로 리트윗하는 프로그램을 제공하였다. 국가정보원에서 트윗 글을 올리는 방식으로 정치적 여론 조작행위를 한 사실도 확인되었다. 국정원 본부에서 올린 트윗이 확인된 것만 60개에 이른다. 이들 계정이 올린 특정 대선후보 지지·비방글은 320개가 확인되었다. 이들 아이디중에는 뉴스타파가 확인한 nudlenudle이 포함되었다.

### 일베저장소
일간베스트저장소의 일부 게시판에 2012년 12월 1일부터 12월 14일 사이에 올라온 글의 내용이 갑자기 모두 일제히 사라지는 일이 있었다. 사라진 시기가 국가정보원 직원의 대선 여론조작 사건과 새누리당 불법 선거운동사무소가 적발된 시기와 겹쳐, 누리꾼들은 국가정보원 직원처럼 일베저장소 이용자들도 댓글로 불법 선거운동을 했을 가능성을 제기했다. 이에 대해서 신원이 전혀 드러나지 않은 일간베스트저장소 운영자는 “기술적인 요인에 의해 발생한 부분이다. 누리꾼들의 의혹 제기는 전혀 사실이 아니다”라고 말했지만. 어떤 기술적인 문제인지 묻는 질문에는 “외부에 해명할 필요가 없다”답했다. 전문가들은 통상적인 오류가 아니라고 입을 모았다.

### 기타 포털 사이트
포털사이트는 뉴스에 대한 댓글, 다음 아고라나 네이트 판 등의 토론 방등을 제공한다. 2013년 5월 초 뉴스 리플을 중심으로 압수수색을 벌였다. 2013년 5월 23일에는 글을 올리고 추천 조작을 한 33개가 추가로 드러났다. 원세훈 지시사항, 박원순 서울특별시장 제압, 반값 등록금 운동 차단에 대한 지시사항을 그대로 따르고 있었다. 국가정보원이 네이버 댓글에서 정치 활동을 한 사실도 6월 14일 수사 발표를 통해 확인되었다. 대선후보 토론회에 대해 특정 후보를 비방하고 국정원 직원과 민주당, 경찰의 대치 과정에서 민주당을 비판하는 방식으로 개입하였다.
검찰이 진선미 의원에게 제출하여 6월 26일 공개된 '국정원 대선개입 일람표'에 따르면 국정원은 다음 아고라에서 2009년 종합편성채널도입을 위한 미디어법 옹호활동을 벌였고, 죽은지 얼마되지 않은 노무현 전 대통령을 '뇌물먹고 자살한 자'로 칭하는 등의 글을 네이버, 네이트, 다음 아고라에 수백 개나 작성했다.

## 기타 정치적 여론조작 의혹

### 박원순 서울특별시장 관련
박원순은 시민운동가 시절 국정원의 불법 사찰에 대해 문제를 제기하여 국가정보원으로부터 손해배상 소송을 받았다가 승소한 적이 있다. 2013년 5월 15일 진선미의원은 국가정보원에서 보낸 박원순 서울특별시장이 좌편향적이며 야당의 지지를 확산시킨다며 국정원 국익전략실장에게 SNS에서, 박원순의 정치적 영향력을 차단하고 박원순의 정책에 대한 불만을 홍보하라는 문건을 공개하였다. 특히 박원순을 제압하라는 등의 문구가 있었다. 검찰은 고소고발이 이뤄지면 수사하겠다고 입장을 밝혔으며, 민주당이 고소고발 입장을 밝혀 이에 대해서도 검찰 수사가 이뤄지게 되었다. 참여연대또한 5월 28일 원세훈을 추가 고발했다.
박원순은 이 문건이 공개된 이후 인터뷰에서 실제로 정책에 대한 방해 운동을 느낀 적이 있다고 밝혔다. 서울특별시는 국가정보원에 대응하고 신속한 수사를 요청하기 위해 문건의 내용에 따라 박원순에 반대하는 여론 조성 활동이 어떻게 이루어졌는지에 대한 보고서를 작성했다. 보고서에 따르면 보수단체의 활동과 보수적 언론의 보도에 영향을 미치고, SNS에서 박원순에 부정적인 보도를 조직적으로 노출시키는 방향으로 국가정보원이 활동을 벌인 것으로 추정되었다.
문재인 정부 출범 이후 국정원 적폐청산 특위에서 이문건이 국정원 문건으로 확인되었다 밝혔다.

### 반값등록금 운동 관련
2013년 5월 19일에는 국가정보원 간부가 작성한 것으로 추정되는 반값등록금 운동에 반대하는 문건이 공개되었다. 특히 반값등록금에 찬성한다고 좌파이며, 해외 유학을 보냈다고 등록금 인하를 요구하는 것이 위선이라 하여 정치인들을 비방했다.

## 사건 관련 인물

### 원세훈 전 국가정보원장
원세훈은 2009년 2월 제30대 국정원장으로 임명되어 2013년까지 근무하였다. 국정원장 취임 초기부터 이른바 지시 사항을 국정원 조직내에 하달해왔고, 여기에는 대통령 선거 당시 “종북세력들이 사이버 공간에서 선전·선동... 좌시해서는 안됨”이라는 지시사항도 포함되어 있었다. 야권과 시민단체 등은 '국가정보원법의 규정'에 의해 국가정보원 업무상에 있어서 정치적 중립을 지켜야 함에도 불구하고 이를 지키지 않고 지시 내용 중에 다른 사람에 대한 편향적이자 비방적인 내용을 지시하고 이를 따르게 한 점에 대해서 원세훈을 고발하였고, 원세훈에 의해 명예를 훼손당한 피해자도 원세훈을 고소했다. 원세훈은 이 지시 사실이 밝혀진 이후 2013년 3월 21일 밤에 비공개로 퇴임식을 가진 후 국가정보원장직에서 사임했다.
한편 2013년 3월 23일에는 그가 2013년 3월 24일에 인천국제공항에서 미국으로 가는 항공편을 예약했다는 사실이 공개됐다. 원세훈이 출국할 경우 고소·고발 사건은 물론 국정조사까지 차질을 빚게 되는 상황이었다. 이후 대한민국 법무부가 원세훈에 대한 출국 금지 조치를 취하였다는 언론 보도가 나왔다. 2013년 3월 24일, 원세훈에 대한 출국 금지 조치에 대해 공식적으로 확인하지 못한 민주통합당 진선미 국회의원과 기타 시민단체들이 원세훈의 출국을 저지하기 위해 인천국제공항으로 가 원세훈을 기다렸지만, 원세훈은 공항에 나타나지 않았다.
원세훈은 5월 서울중앙지검 조사에서 2차례 소환 조사를 받았다. 그리고 JTBC와의 인터뷰에서 댓글 작업을 지시한 사실도 시인했으나, 여전히 정당한 업무라고 주장하고 있다. 원세훈은 2008년 이명박 정부의 첫 행정안전부 장관으로 임명됐는데 행정안전부 장관 시절 미국산 소고기 수입에 대한 2008년 대한민국의 촛불 시위를 보면서 정권에 반대하는 것이 종북좌파라는 생각을 가지게 되었다고 검찰 조사에서 밝혔다. 이때의 반정부 선전을 보고 국정을 흔드는 행위를 종북세력들이 대한민국에 반대하기 위한 것으로 판단하여 국가정보원이 사이버공간에서 이에 맞서야 한다고 생각했다고 진술했다.

#### 원세훈 지시사항 문건
원세훈은 2009년 국정원장 부임시부터 한달에 한번 꼴로 확대부서장회의를 통해 국정원의 각 부서장 및 지부장들에게 지시사항을 하달하고, 이를 국정원 내부 인트라넷에 게재한 것으로 알려졌다. 이 문건의 지시사항은 전교조·시민단체·종교단체 등을 감시하고, 정부의 정책현안을 홍보하는 등 국정원의 업무범위를 벗어나거나 중립의무를 위반하는 내용이 다수 포함되어 있다.

원세훈의 지시에는 전국민주노동조합총연맹, 전국교직원노동조합 등이 '종북'이라고 명기한 내용이 공개되어 관련 단체는 이에 강력히 항의하였다.
원세훈의 지시사항 중에는 또한 이명박이 추진한, 세종특별자치시에 대한 수정안을 옹호하고 반대자를 '종북 세력'이라고 하는 내용이 공개되었다. 2010년에 실제로 자유선진당이 세종특별자치시 수정안에 반대하는 주민들에 대한 국가정보원의 회유·협박 의혹을 제기한 적이 있었다.
원세훈은 국가정보원 직원들에게 원세훈의 취임 후 정부 정책에 반대하는 야당, 시민단체, 노조 등을 모두 '종북 좌파'라고 인식하여 공격하라고 지시하였고 '전(全)부서장회의 지시·강조 말씀'을 통해 22차례 정치 개입을 지시하였다. 이에 따라 무상급식·4대강 사업 반대·제주 해군기지 반대등을 좌파로 규정하였고 선거에 대해서는 2010년 대한민국 제5회 지방 선거부터 개입을 지시하였다. 2012년 2월 "종북좌파들은 북한과 연계해 가지고 어떻게 해든지간에 다시 정권을 잡으려하고"라고 규정하고 2012년 대한민국 제19대 국회의원 선거직후 '통합진보당만도 13명이고 종북좌파들이 한 40여명이 여의도에 진출했다'고 하였다. 국정원 직원들이 올린 글은 정치관련 게시글이 1704건, 선거 관련 게시글이 226건, 이중 공직선거법 처벌이 가능한 대선 관련 글은 73건이었다. 그밖에 전체 5174회에 걸친 찬반 클릭 활동으로 정치와 선거에 개입했는데 신변잡기를 제외한 활동을 기준으로 대선 관련 찬반 클릭 행위가 57.9%, 정치 관련 찬반 클릭은 19.6%였다. 여당에 우호적이고 야당에 비판적인 일정한 경향을 보였으며 신변잡기적 찬반 클릭 활동은 일반인을 가장하기 위한 것으로 분석되었다.

### 이종명 전 국가정보원 3차장
이종명은 2011년 4월 군에서 대북 심리전을 담당한 이력을 통해 국가정보원 제3차장으로 발탁되었다. 당시 심리정보국과 국익정보실은 3차장 관할이었다. 2013년 6월 검찰의 수사발표에 따르면 그는 원세훈의 정치개입 지시를 심리정보국에 하달하는 역할을 맡았다.

### 민병주 전 국가정보원 심리정보국장
검찰은 원세훈이 국가정보원장으로 재직하던 당시 심리정보국장이었던 민병주 전 국장의 연루정황을 포착하고, 민병주를 소환해 조사해 대선 당시 댓글 활동을 벌였다는 진술을 확보했다. 한편 민병주 전 심리정보국장은 2013년 5월 23일 검찰에 재소환되었다.

### 박원동 전 국가정보원 국익정보국장
박원동은 국가정보원 국익전략실장 및 국익전략국장, 국익정보실장을 맡았다. 국가정보원의 그가 장을 맡은 부서에서 쓴 것으로 추정되는 박원순 비방 문건이 발견된뒤 민주당은 국익전략실을 고발했으며 그 부서의 장으로 확인된 이후 다시 고발했다. 민주당 신경민위원은 국정조사에서 그가 김용판과 연락을 취했다고 6월 11일 주장했고 박범계의원은 김용판, 박원동, 권영세전 의원과 3자간에 연락을 취했다는 제보를 받았다고 공개했다.
김용판은 6월 18일 조선일보와의 전화통화에서 자신과 권영세간의 연락설은 부인하며 박원동 국장이 자신에게 전화를 한 사실을 인정했다. 김용판은 대선 중간수사발표 직전인 12월 16일 오후 전화를 받았고 이 내용을 검찰에 진술했다고 밝혔다.
박원동이 최근 출국금지된 사실이 2013년 6월 22일 채널A를 통해 알려졌다. 검찰은 박 전 국장이 정치권 인사들과 폭넓은 관계를 유지하였고 박원동이 정치권의 의중을 전달한 중간 고리 역할을 한 것으로 보고 있다.

### 김하영 국가정보원 심리전단 요원
통칭 '국정원 여직원'으로 알려진 인물이다. 국가정보원 심리정보국 소속 김하영은 국정원 소속 직원인 상급자의 지시를 받아 지난 3개월 동안 근무하면서 야권 후보의 비방과 여론조작을 일삼아 왔다. 민주당은 이러한 제보를 받고 2012년 12월 11일 저녁 선관위 직원과 관할 경찰을 대동하고 김하영이 거주하고 있는 서울 강남구 역삼동의 성우 스타우스 오피스텔을 찾아갔었고 이 과정이 생중계되면서 국민적 관심을 모으게 되었다.
2013년 3월 26일, 검찰이 원세훈의 정치적인 내용이 담긴 업무 지시에 대해 '국가정보원법 위반' 혐의로 소환할 예정이고 국가정보원 직원 김하영 사건에 대하여는 원세훈이 개입한 내용이 확인될 때 병합할 예정이다.

### 이환주 국가정보원 요원
2013년 3월 26일, 경찰은 오늘의유머에서 기존에 정치적인 글을 올린 두 명의 접속 기록을 조사하는 과정에서 국가정보원 직원으로 추정되는 30대 남성 이환주가 김하영과 비슷하게 게시물과 댓글을 작성하고 찬반 표시 행위를 한 것을 확인하고 이환주에 대해 출국 금지 조치를 취했다.
경찰은 오늘의유머 운영자 측에서 지목하고 정체가 파악되지 않은, 대선 연관 게시글을 올린 아이디들에 대해서도 수사 중이라고 밝혔다.
4월 5일 국가정보원 소속 공무원으로 추정되는 남성 이환주가 경찰에 소환되어 조사를 받았다. 그는 게시물 작성 경위, 피의자들과 공모 여부, 국가정보원 직원 여부의 질문에 대한 진술을 거부했으나 공무원이라는 사실은 시인했다. 경찰은 그를 국가정보원 직원으로 보고있으나 국가정보원은 그에 대한 확인을 거부했다.
그는 인터넷을 등록하는데에 자신이 수시로 사용하는 국가정보원의 공용 전화번호를 입력했다. 경찰은 잠복수사를 통해 그가 국가정보원에 출퇴근한다는 사실을 확인하였다.

### 국가정보원 요원 40대 이모씨
2012년 대통령 선거 정국에서 국가정보원 요원 43세 이모씨는 트위터 아이디 nudlenudle를 이용해 각종 정치개입 트윗의 허브 역할을 했다.

### 일반인 이정복
일반인 이정복은 2013년 2월 김하영으로부터 아이디를 받아 이명박 정부와 새누리당을 옹호하는 글을 올린 정황이 드러났다. 이정복은 부산 출신의 40대 남성으로 17대 총선에서 한나라당의 선거 운동을 한 적이 있다. 2011년부터 뚜렷한 직업 없이 고시원에 머물렀으며, 그럼에도 월세를 거르지 않았다가 김하영이 이정복에게 5개의 아이디를 건넸다는 진술이 나온 1월 5일 고시원을 떠났다.
그는 김하영과는 대선 기간 직전 한 달간 연락을 직접 취하지 않은 것으로 밝혀졌으나, 그무렵 김하영과 현역 경찰이 400회, 이정복과 경찰이 40회 통화를 한 것으로 알려져 경찰이 이를 중개했을 가능성이 있다.
2013년 5월 밝혀진 바에 따르면, 이정복은 일간베스트저장소 회원으로 활동하였고 그가 오늘의유머에서 차단되자 김하영으로부터 아이디를 추가로 제공받아 일간베스트저장소의 글을 오늘의유머 사이트를 통해 배포해 왔다.
이정복은 당초 김하영과 모르는 관계라고 주장했으나, 국회 청문회 과정에서 자신의 이종사촌을 김하영과 소개팅하도록 주선한 것으로 밝혀졌다.
 또, 이정복은 김하영이 소속된 심리전단 3팀 5파트장 이규열, 김하영이 사용한 대포폰의 실소유자 김모씨, 새누리당 김희정 국회의원 등과 함께 연세대 정치외교학과 90학번 동기이다.

### 김용판 전 서울지방경찰청장
김용판은 사건이 알려진 이후 대선 직전 국정원 직원 김하영의 '댓글, 게시글'에 대한 여론 조작 의혹 수사당시 서울지방경찰청장이었다. 그가 수사에 부당한 압력을 가하였다는 주장이 경찰 내부에 의해 제기된 이후 검찰의 수사를 받고 있다. 김용판은 5월 21일 조사에서 축소수사지시를 시인했고, 5월 22일 직권남용 혐의로 입건되었다. 축소 수사의 실체가 확인된 이후 민주당은 그를 공직선거법 위반으로 고발했다.

### 김병찬 수사2계장
문재인 정부 출범 이후 국가정보원에 중간수사결과 유출 혐의로 기소되었다.

## 국가정보원 여론조작 관련 조직

### 국가정보원 심리정보국
심리정보국은 2011년 말 3차장 산하의 대북심리전단으로 출발해 심리정보국으로 확대 개편되었다. 산하에 안보 1·2·3팀 등 4개 팀을 두고 70여명의 인력이 활동해 왔다.
심리전단은 단장 아래 4개의 팀, 그리고 각 팀 밑에 4개의 파트가 있다. 1팀은 기획 담당이고 2팀, 3팀, 5팀은 댓글달기 활동을 했다. 2,3,5팀에는 각각 1,2,3,5파트가 있다. 2팀은 대형 포털 사이트, 3팀은 중소 커뮤니티, 5팀은 트위터에서 활동했다. 김하영은 3팀 5파트에서 활동하였다. 검찰은 여건상 모든 파트를 수사하지 못하고 김하영이 포함된 한 파트를 중심으로 수사를 하여 정치 관여 댓글을 찾은 것이었다.
18대 대통령 선거 이후, 국가정보원의 선거개입에 대한 경찰 조사가 본격화되자, 국가정보원은 심리정보국을 폐지하고 간부들을 대기발령 시켰다고 발표했다. 정상적인 대북심리전은 다른 부서에서 맡고 있다.
국가정보원은 이정복 등 다수의 민간인을 보조요원으로 고용해 여론조작활동을 해왔다.
 국가정보원은 보조요원에게 매달 300만원을 지급하며 VPN과 다수의 차명 아이피를 지원해 댓글을 달 수 있게 했다. 트위터를 이용하는 보조요원에게는 동시에 수십건씩 리트윗할 수 있는 프로그램을 지원해 이용하게 했다. 보조요원은 여당 선거운동원 출신등 비밀유지가 가능한 사람으로 고용했다.

### 국가정보원 국익전략실
국가정보원 국익전략실은 박원순 비방 문건과 반값등록금 비방 문건을 작성한 것으로 추정되고 있다.

### 경찰
18대 대통령 선거 당시, 국가정보원의 선거개입이 드러나기 시작할 무렵, 경찰청은 수사에 부당하게 개입하였다. 당시 경찰은 하드디스크 분석 당시 김하영이 사용한 아이디와 닉네임, 비밀번호가 포함된 파일과 김하영이 주로 활동한 사이트인 오늘의유머의 운영 방식에 대한 메모를 발견하였다. 그 파일에는 김하영이 활동한 '뽐뿌', '보배드림', 'SLR클럽' 등 인터넷 커뮤니티 사이트 이름과 가담자 이정복의 인적사항, 이정복의 명의로 개설된 ID와 닉네임 등도 나와있었다. 서울경찰청은 이를 분석하여 메모장에 저장되어 있는 30여개 ID·닉네임을 게시글 작성과 찬·반 클릭에 사용한 것을 확인하였으며 아이디 10개를 추가로 찾기도 했다. 김하영이 오늘의유머에 게시한 '저는 이번에 바근혜를 찍습니다'등의 정치적인 게시글을 htm,html 파일 조각의 형태로 발견하였었다. 분석관들은 분석 결과를 100여페이지의 보고서로 작성해 서울경찰청 지휘부에 보고했다. 김용판 서울지방경찰청장은 그러나 증거가 발견될 때마다 서울수서경찰서에 실시간으로 알려줘야 함에도 불구하고 분석관에게 정보를 수서서에 보내지 말라는 지침을 내렸다.
또 분석이 진행 중인 12월 15일, 증거를 분석하여 대통령 후보에 대한 지지글, 반대글을 찾지 못했다는 발표자료를 작성하였다. 또 이후 수서서에 분석 결과를 보내는 것을 미루다가 선거 전날 오후에야 ID와 닉네임 등을 누락시켰고 서울경찰청 분석팀이 출력한 100여페이지 상당의 분석자료는 모두 폐기하였다. 특히 분석팀에게 '국정원의 개입 의혹을 해소해주는 발표 방안을 강구하라'고 지시하였다.

## 조사·수사 활동

### 정치권의 제보 공개와 후속조치
2013년 3월 18일, 민주통합당 진선미 국회의원은 국가정보원이 원장 원세훈의 지시에 따라 소속 공무원들에게 국정 홍보 활동을 하고 '젊은 층 우군화 심리전'이라는 이름으로 인터넷 여론 조작을 하도록 한 사실을 공개했다. 국가정보원은 여론에 영향을 미칠 행위를 한 것을 시인하면서도 '종북'에 대처하기 위한 것이라고 주장했다.

### 경찰 수사는 국가정보원 선거개입 결론
4월 15일 경찰은 사전 계획된 선거 개입이며 정상적인 대응 행위라고 볼수 없다는 결론을 내렸다. 뒤이어, 4월 18일 경찰은 김하영, 이환주, 이정복에 대해 국가정보원법 위반으로 기소의견으로 경찰에 송치했다. 그러나 이 3명의 공직선거법 위반혐의는 불기소 의견을 냈으며 이에 대해 김하영 등은 대통령선거 기간에 활동한 흔적이 드러나 공직선거법 위반혐의 적용에 소극적인 자세를 보였다는 비판을 받았다. 다만, 공직선거법 공소시효 마감이 되지 않게 한다는 말에서 검찰 수사에 따라 공직선거법 적용이 가능할 수 있다고 경찰이 본 것으로 풀이되기도 한다.

### 검찰 수사 진행 과정
2013년 4월 1일 민주통합당도 원세훈 당시 국가정보원장을 국가정보원법상 정치관여 금지 및 직권남용 위반, 공직선거법상 공무원의 지위를 이용한 선거운동금지 위반 등의 혐의로 서울중앙지방검찰청에 고발장을 제출하였다.
한편 이 사건의 공소시효에 대해서도 논란이 있었다. 공소시효는 국가정보원법 위반에 대해서는 5년이지만, 공직선거법 위반은 6개월에 불과하여 공직선거법 위반에 대해 시효가 지나 처벌을 하지 못해 가벼운 처벌을 받게 될 수 있다는 우려가 있었다.

#### 검찰 특별수사팀
검찰은 2013년 4월 18일 윤석열 서울중앙지검 특수1부장을 팀장으로 특별수사팀을 구성해 원세훈이 국가정보원법을 위반하고 대선과정에 국내정치에 개입한 혐의에 대한 조사를 개시했다.
서울중앙지방검찰청은 국가정보원의 인터넷 여론 조작에 대하여 당시 국정원 심리정보국장을 소환하여 조사하였다. 이후 인터넷 포털 사이트인 보배드림, 뽐뿌, 오늘의유머 등 이외에도 국가정보원 직원들이 올린 글이 있는 것으로 의심이 가는 사이트에 대해 압수수색 영장을 받아 분석하였다. 또, 국가정보원에 대한 압수수색도 2013년 4월 30일 14시간동안 진행되었다.

#### 국가정보원과 관련자 압수수색 및 소환조사
2013년 4월 27일 심리정보국을 관할하는 당시 국정원 3차장을 지낸 이종명을 소환 조사하였으며 당시 국정원장 원세훈은 4월 29일 소환하여 조사하였다. 다음날인 4월 30일 옛 심리정보국의 자료를 중심으로 압수수색을 실시하였다. 그리고 국가정보원이 포털에 작업을 벌인것으로 의심되는 내용에 대한 자료를 네이버와 다음으로부터 제출받아 분석중이다. 압수수색에는 25명이 투입되어 13시간 30분간 진행되었다. 압수수색으로 확보한 자료에는 국가정보원이 댓글 작업에 동원했을 것으로 추정되는 보조요원에게 줬을 급여를 확인할 수 있는 예산 내역이 포함됐다. 그리고 국가정보원이 특정 사이트에서 찬반조작 행위를 벌인 것에 대한 업무방해죄 고소 사건도 수사에 들어갔다. 검찰은 국가정보원 직원들이 카페나 블로그에 정치적 게시활동을 벌인 부분에 대해서도 자료를 받아 수사중이다. 5월 1일에는 국가정보원 직원들이 올린 내용과 비슷한 내용이 올라간 블로그가 공개되었다. 국가정보원으로부터 찬반조작 피해를 받은 사이트를 대리하여 업무방해죄로 고발한 민주사회를 위한 변호사 모임에 따르면 국가정보원으로 추정되는 아이디 그룹의 상당수가 가상 사설망을 통해 아이피를 바꿔 접속했다고 하며 검찰도 이런 정황을 확인한 상태이다. 검찰은 김용판 당시 서울지방경찰청장이 은폐를 지시했는지에 대해서도 5월 2일 수사에 들어갔으며 국정원 사건의 제보자가 국가정보원의 행위에 대해 자료를 더가지고 있다고 보고 압수수색하였다.
압수수색에 따른 결과로 검찰은 5월 6일 원세훈의 여론조작 지시를 입증할 증거를 확보하였다. 진선미 의원이 공개한 내용보다도 더 많은 자료를 확보하였다. 새로 확보한 자료는 내부 메모와 업무일지등, 내부 지시체계와 관련된 문건으로 되어 있다.
5월 27일 원세훈을 재차 소환조사하였으며 6월 3일 3차로 민아무개 전 심리정보국장을 소환조사했다.

#### 국가정보원 직원·관련자의 게시글, 댓글 확보
5월 3일에는 국가정보원 직원 또는 관련자가 사용한 이메일, 전화번호, 아이디, 주민등록번호를 확보하여 압수수색영장을 받아 여러 사이트에 이들이 게시한 글을 확인요청을 했다. 주민번호는 89개, 이메일은 654개였다. 또 국정원 직원 김하영과 관련자 3인이 사용한 가상 사설망 업체도 압수수색하였다. 검찰은 10여개 사이트에 압수수색영장을 제시하여 게시글, 댓글 기록을 받았으며 이들 사이트에는 네이버, 다음, 그리고 먼저 확인된 3개 사이트는 물론 디시인사이드, 일베저장소가 포함되었다.
그러나 검찰은 국가정보원 심리정보국내 다른 팀의 자료를 확보하지 못하여 해당사이트에서 활동한 아이디의 신원을 확인하는데 어려움을 겪었다. 한편 일부 보수세력에서는 증거가 없음을 빌미로 역공격을 벌이기도 했다.
2013년 5월 7일에는 그때까지 검찰에 확보된 자료를 바탕으로 수사 대상사이트를 15개로 확대하였다. 그리고 아이피와 인적 사항을 바탕으로 해당 아이디의 신원을 파악하였다. 그 결과 직원 2명과 일반인 1명을 빼고도 여러명의 다른 국가정보원 직원이 게시글과 댓글을 게시한 것을 확인하고, 아이디의 신원을 확인하였다. 국가정보원의 활동의 조직적인 불법성을 규명하는 방향으로 수사를 확대하기로 하였다.
이러한 결과를 바탕으로 검찰은 정치 개입이 분명하다는 결론을 내리고 선거 개입 목적여부를 수사중이다. 검찰은 15개 사이트에서 발견한 댓글을 공개하기로 했다.

#### 경찰의 축소수사에 대한 수사
서울지방경찰청이 사건 초기 수사를 축소했을 가능성에 대해서도 검찰 조사를 진행했다. 먼저 서울중앙지검은 5월 7일 경찰의 감찰 자료를 받은 후, 5월 8일 권은희 송파경찰서 수사과장(사건 발생 당시 수서경찰서 수사과장)을 참고인자격으로 소환하여 수사를 개시했다. 이어서 9일에는 사건 관련 서울경찰청 관계자와 수서경찰서 수사팀원에 대해서 소환하겠다는 계획을 밝혔다. 13일에는 당시 수서경찰서장 이광석 (현 서울지하철경찰대장)을 불러 조사했다.
5월 20일 오전 서울지방경찰청에 대해 압수수색했다. 사이버수사대등 분석 실무 부서와 함께, 청장실, 수사부장실등 수사 책임자들의 집무실에 대해서도 압수수색했다. 그 결과로 다음날인 5월 21일 김용판 당시 서울경찰청장을 검찰이 소환하여 조사했다. 김용판은 5월 21일 아침 10시부터 22일 새벽 5시 20분까지 조사를 피고발인신분으로 받았으며 조사 이후 피의자로 입건되었다. 그는 혐의를 시인하였다. 김용판은 25일 오후 재소환되어 12시간동안 조사를 받은 뒤 익일 새벽 귀가했다.
한편, 서울경찰청의 수사 지휘계통에 있는 한 중간간부는 5월 20일 행해진 검찰의 압수수색 이전에 관용 컴퓨터의 하드디스크에 저장된 자료를 삭제하였다. 검찰은 해당 간부가 디가우징으로 자료를 삭제한 것으로 보고 있는데, 간부는 실수였고, 고의성이 없다고 주장했다. 검찰은 상부의 조직적인 개입 여부에 대해 조사하기로 했다. 경찰은 디가우징 방법에 대해서 부인하였고, 그 뒤 자료 삭제가 압수수색 당일 이뤄졌으며 '무오'라는 프로그램을 이용한 것으로 확인되었다. 이 프로그램은 데이터를 여러차례 덧씌우는 방식으로 하드디스크의 기록을 완전히 지워버리는 프로그램이다. 이 간부는 국정원 수사에 참여한 적이 없어 책임 질 필요가 없는 상황이라서 상부의 지시로 강력히 의심받고 있다.
특히 검찰은 경찰이 국정원 여직원이 남긴 문재인 후보에 불리한 댓글을 선거일 직전 수사당시 확인하였음에도 그런 것이 없다고 축소 발표한 정황을 포착하였다. 그리고 국정원 직원의 노트북에 대한 분석을 한 뒤 대통령선거일 전날인 12월 18일 오후에야 수서경찰서에 자료를 넘겼는데 이마저도 일부만 넘긴 사실이 확인되었다. 또, 대선 전 서울지방경찰청 사이버수사대가 작성한 분석 보고서도 허위로 꾸며진 사실이 드러났다. 그리고 분석 범위도 고의적으로 수서경찰서의 요청보다 축소하였음에도 대통령 선거에 개입한 글이 발견되자 분석관에게 압력을 행사하여 이를 은폐한 사실도 드러났다.
검찰은 김용판 서울지방경찰청장이 2012년 12월 16일 수사결과를 중간 발표하기 직전 권은희 수사과장에게 압박 전화를 건 사실을 확인했다. 김용판은 조사에서 격려 차원이라고 주장했지만, 이후 해당 전화가 12월 11일 국정원 직원의 자택에서 대치하면서 압수수색을 할지 수서경찰서에서 고심하고 있을 때 전화한 사실이 드러났다. 권은희 수사과장은 압박감을 느껴 압수수색을 하지 못했다. 김용판은 '내사중인 상황에서 압수수색영장 신청이 적절하냐'는 취지의 말로 압력을 넣었으며 수서경찰서는 압수수색 신청서를 작성해 검찰에 제출하러 가던 중 이를 철회했다. 국정원 직원 김하영은 압수수색이 진행되지 않은 덕에 데이터 일부를 지워 증거를 훼손할 수 있었다.
2013년 7월 29일 공개된 서울 경찰청 사이버범죄수사대 디지털증거분석실 CCTV 영상에 따르면 2012년 12월 14일 "문재인이 총 몇 건이에요?"라고 묻자 다른 수사관은 "지금 돼 있는 것에서 문재인은 1685건이다. 박근혜가 2214건"이라고 답했다. 이 수사관은 HTML 파일에 대해선 "새누리당이 414개, 민주통합당이 121개"라고 하면서 "언제 다 보냐고...자꾸 나와"라고 불만을 표하기도 했다.

#### 박원순 제압 문건과 반값등록금 문건에 대한 수사
서울중앙지검은 박원순 서울특별시장 제압 문건과 반값등록금 여론 조작 문건에 대하여 원세훈등 9명에 대한 고발을 받아 공공형사수사부에 배당했다. 특별수사대 내용과의 병합 여부는 연관성에 대한 조사를 한 뒤에 결정할 예정이다. 한편 5월 27일 원세훈은 특별수사대에 재소환되어 정치개입 활동과 직원에 대한 지시에 대하여 조사를 받았다. 이 과정에서 박원순 제압, 반값등록금 문건의 연관성에 대해서도 조사를 받았다.
특별수사팀은 7월 민주당이 제보 받은 문건이 국정원 문서 고유의 폰트와 다르다고 판단하여 국정원 것이 아니라는 잠정 결론을 내렸다. 그러나 국정원 문서를 복사해 밖으로 유출할 때는 고유의 폰트가 변형되는 것으로 전해져 논란이 되었다. 검찰은 국정원의 반대로 문건에 나온 국정원 직원에 대한 소환조사를 하지 못했다. 한편 신동아는 이 문건이 국무총리실의 문서양식과 흡사하다고 보도하였다. 특히 국무총리실과 원세훈 시절의 국정원이 협력한 사실을 밝혀냈다. 국무총리실의 국가정보원이 원세훈 원장 시절 국무총리실의 민간인 사찰 사건때 총리실과 협력하여 민간인 사찰을 벌인 사실을 밝혀냈다. 국정원이 요청을 하면 지원관실이 사찰하고, 다시 국정원에 통보하는 방식으로 협력하였다. 국무총리실 사찰 수사에서도 국무총리실 이외의 기관이 작성한 문건이 많이 발견된 적이 있어, 두 문건도 지원관실과 국정원이 공조한 문건일 가능성이 높다고 보도하였다.

#### 원세훈·김용판 수사 마무리
서울중앙지검은 원세훈이 공직선거법을 위반하며 야권 대선 후보를 비방하는 글을 올리도록 했다는 내용을 6월 2일 밝혔다. 그러나 법무부장관 황교안은 공직선거법 적용과 구속영장 청구를 요구하는 대검찰청의 요청을 묵살하고, 선거법을 적용하지 말라고 지시했다. 채동욱 검찰총장과 서울중앙지검 및 특별수사팀은 공직선거법을 적용해야 된다는 입장이며 대검찰청 공안부와 황교안 법무부장관은 반대 입장을 보였다. 수사팀의 입장에 반대하며 사건을 진행시키지 않는 것에 대해 황교안 법무부장관은 수사지휘권을 행사한 것은 아니고 의견을 조율한 것이라고 해명했다. 검찰은 6월 4일 오후 국가정보원법, 공직선거법 위반으로 구속영장을 청구하기로 입장을 정리했다. 수사팀은 이에 대해 만장일치로 결론을 냈으며 수사팀내 공안통 검사들도 찬성하였다. 6월 5일에는 원세훈이 야당 정치인을 임의로 종북좌파로 규정하고 낙선 활동을 상습적으로 한 사실을 확인했고, 김용판이 대선직선 수사내용에서 심리정보국 활동 내역을 은폐·축소하고 일부 조작하여 허위로 중간수사결과를 발표하도록 지시한 사실을 확인하여 원세훈과 김용판을 공직선거법 위반으로 기소하기로 했다. 이와 함께 원세훈의 지시에서는 반값등록금 문건에서 종북 좌파로 규정한 정치인들을 원세훈이 종북좌파로 규정한 사실이 확인됐다.
6월 7일 검찰은 기소를 연기했다. 국정원 직원의 계정으로 추정되는 아이디 여러개를 추가로 발견해 신원을 파악중이다. 국정원 직원으로 확인되면 원세훈의 선거 개입 의도가 입증되는 상황이다. 그리고 다음주 초에 발표하기로 했다. 공소시효 10일 전까지 검찰이 기소를 하지 않는 경우 고발인측은 재정신청을 낼 수 있으며 그 경우 공소시효가 정지된다. 김용판에 대해서는 공직선거법 위반으로 기소하기로 정했지만 발표는 원세훈에 대해서와 동시에 하기로 했다. 검찰이 증거를 추가로 모으려는 것은 황교안 장관이 증거가 불충분하다고 주장하고 있어 이를 설득하기 위해서라고 전해졌다. 황교안은 열흘넘게 구속 의견을 수용하지 않고 있으며 공소시효가 얼마 남지 않아 구속영장 청구의 명분을 떨어트리고 있다. 결국 불구속 기소하되 공직선거법 적용에 합의한 것으로 알려졌다. 서울중앙지검은 공직선거법 85조 아래 조항중 가장 처벌이 무거운 공직선거법 85조 1항으로 처벌을 추진중이다. 이 조항은 '공무원은 그 지위를 이용해 선거운동을 할 수 없다'고 규정하고 있는데 원세훈의 정치개입 지시에서 '종북정권이 정권을 잡으면 안 된다'고 지시한 사실을 확인한데 따른 것이다. 민주당도 원세훈이 박근혜의 당선을 위해 활동한 것이 분명해졌다는 입장을 밝혔다. 6월 11일 오전까지도 검찰이 법무부의 대립으로 기소를 하지 못하고 있음에 따라 민주당은 11일 11시 재정 신청을 추진하고 황교안장관의 해임안을 내기로 했다.
6월 11일 오전까지 기소를 못한데 대하여 윤석열 특별수사팀장(수원지방검찰청 여주지청장)은 11일 법무부와 검찰 일각에서 선거개입이 아니라는 의견이 있다는 인터뷰를 했다. 원세훈이 부서장 회의에서 얘기한 것이 인트라넷에 게시되었다. 국정원 중간 간부들도 검찰 수사에서 윗선이 지시했다고 시인하여 녹취했으며 이를 제출했다고 밝혔다. 그리고 장관이 틀어쥐고 있어 방법이 없는 상황이며 채동욱 검찰총장이 어떻게든 불구속으로라도 기소해서 공소유지하러 참고있다고 밝혔다. 또 이 기사에서 다른 핵심 관계자가 청와대에서 황교안장관을 통하지 않고 검찰총장이 어떤 것도 못하게 하고 있다고 밝혔다.
이 보도가 나온 뒤 민주당은 11일 오후 국정원 진상조사특위 위원과 국회 법제사법위원회 위원들은 다시 기자회견을 가져 황교안·곽상도의 사퇴를 촉구했다. 민주당은 인터뷰가 사실이라면 황교안 장관은 국회에서 거짓말을 한 것으로 국회 모독, 위증, 직권 남용이라고 하였다. 특히 검찰의 진실 규명 노력을 청와대와 정부부처에서 묵살하는 상황을 용납할 수 없다고 밝혔다.

#### 기소
원세훈은 원세훈을 공직선거법·국가정보원법 위반혐의으로 기소되었다. 4대강 사업, 한미자유무역협정(FTA) 체결, 제주해군기지 건설등 정부정책에 대한 댓글·게시글 활동지시에 국가정보원법 위반, 댓글·게시글을 통해 박근혜 옹호 및 문재인, 안철수, 이정희 후보 비방 활동 및 반대 클릭을 통한 박근혜 비판글 은폐에 대해 공직선거법상 공무원 지위를 이용한 선거운동금지 조항(85조 1항)이 적용되었다. 이밖에 국가정보원법 제9조(정치 관여 금지) 및 제11조(직권 남용의 금지)를 적용했다. 김용판경찰청장에게도 형법상 직권남용, 경찰공무원법 위반, 공직선거법 위반이 적용되었다. 국가정보원 직원들은 조사 과정에서 "우리는 지시하지 않은 일 안한다"라고 말해 윗선의 지시에 따른 행위임을 시인했다.
조선일보는 6월 14일 아침 국가정보원의 직원이 작성한 글은 1760여개였고, 이 가운데 검찰이 원세훈 전 국정원장의 공직선거법 위반 혐의에 적용한 글은 67개라고 공개했는데 이들 중에는 여러 정치인을 인신공격적으로 비방하기도 했다. 이 보도는 서울중앙지검 특별수사팀이 대검찰청과 법무부에 제출한 '수사 보고서'를 유출하여 나온 것으로 드러나 채동욱 검찰총장은 특별감찰에 들어갔다. 검찰은 결과 발표를 6월 14일 오후 2시에 하기로 했다.
6월 14일 검찰은 원세훈이 수시로 직무에서 일탈하여 북한 대처를 명목으로 주장하여 특정 정당 및 정치인에 대해 지지·반대 의견을 유포하거나 선거운동을 한 사실을 확인하였다. 이 지시는 이종명 전 3차장, 민병주 전 심리전단장을 통해 직원들에게 하달되었다. 김용판은 컴퓨터에 대한 디지털증거분석 결과 서울경찰청이 이미 확인한 ID·게시물 등 분석결과 자료를 수서경찰서에 넘기지 않고 범죄 혐의 유무를 왜곡하는 중간 발표를 지시한 사실, 증거분석결과물 회신을 거부한 사실이 확인되었다. 압수수색 전 증거를 인멸한 박모 증거분석팀장을 증거인멸 혐의로 불구속 기소했다. 기밀 유출논란에 대해서는 당시 직원 정 모가 국정원 심리전단 직원의 신상정보와 '원장님 지시·강조 말씀' 문건을 누설하였다는 이유로 공직선거법 및 국가정보원직원법 위반 혐의로, 이를 민주당에 건넨 전직 국정원 직원 김모씨를 공직선거법 위반 혐의로 각각 불구속 기소했다. 국가기관의 본질적인 기능이 훼손되는 일이 없도록 한다는 이유로 국정원 간부, 직원에 대한 형사처벌 대상을 줄였다.
현재 검찰은 박원순 제압 문건과 반값등록금 문건, 국정원 직원 SNS활동에 대해서는 수사를 하지 못한 상태이다. 국정원 본부에서 지난 대선 직전 SNS에 특정 후보에 대한 지지·반대 게시글을 60여개 작성한 사실은 이미 파악하였다. 그러나 그 활동을 한 부서가 어디인지는 파악중이다.
한편, 검찰은 국정원의 대통령 선거 개입을 제보한 당시 국정원 직원을 기소한 데 반해, 원세훈을 제외한 국정원 간부와 직원들은 모두 기소유예 처분하였다.
검찰은 국정원 직원의 제보 활동을 선거 기획으로 본다고 밝혔지만 민주당은 선거 이전부터 국정원의 여론 조작 활동 제보를 받아 대해 국정감사에서 질의한 바 있다. 내부 제보가 없었다면 문제제기나 검찰 수사도 불가능했을 것이기 때문에 문제가 제기되었다. 국정원 간부와 직원들을 기소유예한 것에 대해서는 민주당이 재정신청을 내겠다는 입장을 밝혔다.
이정희 후보는 6월 17일 국가정보원 직원 불기소에 항의하여 재정신청을 냈다. 민주사회를 위한 변호사 모임은 국정원 직원 불기소와 오늘의유머 업무 방해 불기소에 항고하였다. 민주당은 6월 18일 오후 5시 10분 서울중앙지검에 재정신청을 냈다. 한편 참여연대는 6월 20일 서울지방경찰청의 수사 은폐에 가담한 경찰 간부 15명을 서울중앙지검에 고발했다. 서울중앙지검은 이를 특별수사팀(팀장 윤석열)에 배당하여 수사에 들어갔다. 혐의가 사실일 경우 김용판과 공범 관계가 적용되어 공직선거법상 공소시효가 정지된데 따른 것이다.

##### 국정원 대선 개입 사건 범죄일람표 공개
진선미 의원은 검찰 수사가 끝난 뒤 검찰이 기소장에 포함시킨 '국정원 대선 개입 사건 범죄일람표'를 제출받았다. 이에 따르면 국가정보원이 2009년부터 여론 조작을 벌이면서 종합편성채널 도입을 위한 미디어법 개정 옹호 활동을 다음 아고라에서 벌였고, 노무현의 사망 직후 그를 '뇌물 먹고 자살한 자'로 칭하는등 죽은지 얼마 되지 않은 노무현을 비방하고 노무현을 추모하는 행위를 비판하는 수백개의 글을 다음 아고라, 네이트, 네이버등에 올리기도 했다. 오마이뉴스는 진선미의원으로부터 범죄일람표를 받아 6월 27일 범죄일람표를 공개하였다. 누리꾼들이 범죄일람표를 확인하여 해당 아이디를 추적한 결과 범죄일람표에 나온 글을 올린 디시인사이드의 '좌익효수'(chiwoo9300)가 전라도 지역을 홍어, 절라디언등으로 비하하고 5·18 광주 민주화 운동을 폭동으로 왜곡, '아따' '~당께' 등 전라도 비하 표현, 여성 정치인들과 연예인에 대한 성적 비하표현, 전교조를 빨갱이로 표현, 인터넷 팟캐스트 진행자 망치부인의 딸에게 어미처럼 빨갱이가 될것이라는 민간인에 대한 비하 표현등이 발견되었다. 이사실이 알려진 이후 7월 2일 5·18 기념재단과 5·18 유족회·부상자회·구속부상자회는 국정원의 불법 선거개입을 규탄하고 5·18 왜곡 및 폄하 행위를 중단할 것을 촉구하였다. 국가정보원은 좌익효수가 국가정보원 직원이 아닌 것으로 확인되었다는 입장을 밝혔다. 그러나 범죄일람표 3-1에 나온 디시인사이드 게시물 총 61개중 8개(63번, 96~99번, 101~103번)이 '좌익효수'의 게시물과 일치했다. 이에 대하여 검찰이 틀린 경우, 국가정보원이 거짓말을 한 경우, 좌익효수가 국가정보원의 외부 조력자 ID인 경우일 세가지 가능성이 제기되었다. 국가정보원은 오마이뉴스와의 인터뷰에서 '국정원에서 심리전단 전 직원을 조사했지만 좌익효수라는 아이디를 가진 사람이 없었다', '검찰의 수사 발표에 나온 외부 조력자의 존재를 인정할 수 없다'는 입장을 밝혔다.
'좌익효수'의 반인륜적 지역 비하·증오, 왜곡행위에 대해 통합진보당 광주시당은 7월 9일 고발장을 제출하였다. 좌익효수가 국정원 직원인지 밝혀줄 것과, 국정원 직원이 아니라해도 명예훼손이나 모욕 등으로 처벌할 것을 촉구하였다.
좌익효수의 아이디는 7월 23일을 전후한 주말 갑자기 디시인사이드에서 탈퇴되었다. 이에 따라 갤로그(디시인사이드에서 사용자가 올린 글,댓글을 볼 수 있는 일종의 블로그)가 삭제되었다. 국가정보원은 좌익효수가 국정원 직원이 아니라 주장하며 좌익효수가 국정원 아이디라는 말이 명예훼손이라며 고발하겠다는 입장과 달리, 24일까지도 고발하지 않았다. 검찰 수사 결과 국정원 직원으로 확인되었다.
좌익효수는 심리정보국 소속이 아니며 대공수사에 관여한 자로 탈북 화교 공무원 간첩 사건수사에 가담한 자로 드러났다. 공직선거법 공소시효가 지났고 국정원법 정치개입금지조항의 적용 대상인지 결론을 내리지 못해 사법처리할지에 대한 결론이 나지 않고 있다.

#### 국정원 트위터 계속 수사
검찰은 6월 14일 원세훈을 기소하면서 트위터에 대한 수사는 계속 진행 중이라고 밝혔다. 대한민국 검찰은 미국에 소재한 트위터본사에 대한 사법 공조를 요청했다. 2013년 10월 17일 국정원 3차장 산하 심리정보국 직원들이 작성한 선거·정치 관련 글을 트위터에 퍼나른 국정원 직원 3명이 긴급 체포되어 조사를 받고 귀가했다. 또한 17일 오전에는 심리정보국 직원의 자택에 대해 압수수색을 하여 컴퓨터 하드디스크와 휴대전화, 댓글 관련 문건을 확보했다. 국정원은 사전 통보가 없이 체포되었다고 주장했다. 검찰은 나름의 방식대로 통보를 했다고 주장했다. 10월 18일 원세훈과 이종명, 민병주에 대해 트위터 여론조작 혐의를 포함한 혐의를 추가하여 공소장변경허가신청서를 법원에 제출했다. 심리정보국직원들은 총 5만5689회에 걸쳐 특정 정당을 지지하거나 반대하는 글을 트위터에 게시했다. 한편 18일 서울중앙지검은 윤석열 수사팀장을 공소유지와 수사 업무에서 배제시켜 논란이 되었다.
검찰 특별수사팀은 국정원 직원들의 트위터 활동을 계속 수사했다. 11월 20일 검찰 특별수사팀은 국정원 직원들이 대선 관련 트윗과 총선 관련 트윗 총 120만여건을 통해 선거에 개입한 사실을 확인하여 원세훈에 대해 추가 기소를 했다. 공소시효 문제로 18대 대선에 대한 트윗에 공직선거법을, 지난 선거에 대한 트윗은 국가정보원직원법을 적용했다. 11월 21일 검찰 특별수사팀은 수사 결과를 발표하였다. 빅데이터 분석 IT업체에 의뢰해 지난 2년 간 트위터 이용자들의 글을 확인하여 국정원 심리전단 직원 계정을 확인했다. 문제가 되는 트윗은 총 121만건으로 선거 관련이 64만7,443건 정치 관련이 56만2,785건이다. 국정원 직원이 직접 작성한 글, 보수매체의 글, 보수 논객의 글등 원문 2만6천550개 (선거 관련 1만3천292건, 정치 관련 1만3천258개)를 프로그램을 사용하여 확대재생산하여 유포하였다. 트윗·리트윗·동시트윗등의 방법을 이용했다. 한편 1차 추가 기소때의 트윗 2만7천여건은 조력자로 의심하고 있지만 국정원에서 받은 자금 흐름을 확인하지 못해 공소에서 제외했다. 국정원이 조력자의 존재를 숨기기 위해 검찰 압수수색을 귀뜸하며 컴퓨터 등을 치우도록 하여 수사를 방해했기 때문이었다. 검찰은 국정원의 수사 방해가 고의적인지에 대해 직원들을 소환하기로 했다. 검찰은 또한 국가정보원이 보수 성향의 매체에 선물을 보내고 특정 기사를 써 달라고 청탁한 정황도 포착하였다. 심리정보전단 팀장급 간부의 e메일에서'인터넷 매체 관리 대상 명단'을 확보하여 이를 바탕으로 수사한 결과 원하는 이슈와 내용까지 해당 매체에 상세히 제시한 사실을 확인했다. 국가정보원은 또 이들 매체의 대표 등 30여 명에게 선물을 보내라고 민간인 조력자에게 지시했다. 국가정보원은 이렇게 작성된 기사를 트위터로 퍼트리는데 이용했다.

### 국회

#### 국회 대정부질문
대한민국 국회는 2013년 6월 10일부터 대정부질문을 열었다. 대정부질문에서 국정원 선거개입과 황교안 법무부 장관등 박근혜 정부 인사의 수사 개입에 대한 질의가 이어졌다.
민주당 신경민 의원은 곽상도 정무수석이 검찰 수사도중 검사들 전화를 하여 압력을 넣었다는 제보에 대해 질의했다. 그리고 국가정보원이 대선직전 서울지방경찰청의 수사에 영향을 미친 사실을 폭로했다. 이에 따르면 수사도중 국정원 2차장 산하의 하석재 단장, 신승규 실장이 경찰과 연락을 취했고 업무 협조가 잘 안되자 김용판 경찰청장과 국정원 박원동 국장이 직접 연락을 취하였다. 그리고 대선 3일전,tv토론 직후 밤 11시 수사결과 발표가 차문희 국가정보원 제2차장이 박근혜 후보의 TV토론이 잘 안되자 김용판 서울지방경찰청장에게 '조간 판갈이를 해야 한다'며 전화한 결과 이뤄졌다. 곽상도 청와대 민정수석은 전화를 하여 압력을 넣은 의혹을 부인했다. 새누리당측은 국정원을 옹호하는 발언을 하였다. 이중 이채익 의원은 '총풍, 안풍등 모두 선거 때마다 붉어진 정치공작은 모두 증거가 없거나 근거가 없어 무죄 판결을 받았다. 이번 국정원 사건도 불순한 세력들의 의도된 폭로'라고 주장했다. 그러나 총풍, 안풍등은 유죄로 판결된 바 있다.
6월 13일에는 진선미의원이 국정원의 트위터에 여론조작을 통한 선거개입활동에 대해 질의하였다. 그리고 기업형 수퍼마켓(SSM) 규제법의 국회처리를 2010년 원세훈 당시 국정원장이 방해했다고 폭로했다. 원세훈이 대형마트와 서울시 부시장시절부터 친분을 쌓아 대형마트 연수원 허가에 개입하였다고 폭로하였다.

#### 국정조사
새누리당과 민주통합당은 2013년 3월 정부조직법 개정에 합의하면서 검찰 수사가 끝난 뒤 국정조사를 개최하기로 합의했다. 6월 11일 기소 발표 이후 민주당은 즉시 실시, 새누리당은 수사가 종료되지 않았고 재판에 영향을 미칠수 있다며 반대 입장을 보였다. 앞서 새누리당과 민주통합당은 검찰 수사가 끝난 뒤 국정조사를 개최하기로 합의한 바 있다.
2013년 6월 17일 국회 법제사법위원회에서는 국정원 대선개입 사건에 대한 논쟁이 오갔다. 이 과정에서 2012년 대선 당시 제기된 2007년 남북 정상 회담에서 NLL을 포기했다는 주장에 대해 국가정보원이 계획했다고 박영선의원이 주장했다. 이사건에 대하여 민주당과 새누리당간에 고소 고발이 오갔었는데, 검찰은 6월 19일 대화록 발췌본을 확인하여 새누리당 측에 무혐의 결론을 냈다. 새누리당측 정보위 의원들은 다음날인 6월 20일 국가정보원으로부터 대화록 발췌본을 열람하였고 서상기는 노무현이 남북정상회담에서 NLL을 포기했다고 주장하여 거짓이면 의원직을 사퇴하겠다고 했다. 이후 민주당은 새누리당과 국가정보원을 규탄하고 열람 행위에 대해 대통령기록물관리법 및 국정원법 위반 혐의로 검찰에 고발했다. 문재인은 이 문건을 대통령기록물이라고 하며 대통령기록물관리법에 따라 국회 표결을 통해 공개할 것을 제의하였다. 또한 민주당 김한길대표는 새누리당의 행위를 국정조사를 회피하기 위해 NLL 관련발언 논쟁을 재점화한 것이라며 국정원 대선 개입에 대한 국정조사를 먼저 진행한 뒤에 NLL 대화록을 공개할 것을 제의했다. 새누리당은 두사건이 별개이며 NLL 발언록 공개를 즉시 해야 하며 검찰수사가 마무리 된 것이 아니라는 입장을 밝혔다. 이 과정에서 NLL 발언록 논란이 국정원 국정조사를 회피하기 위한 물타기라고 민주당이 주장했고 새누리당은 논쟁이 박영선 민주당 의원에 의해 촉발되었다며 반박했다.
24일 국정원은 회의록 전문을 국회 정보위원에게 제공하기로 하였고 민주당은 수령을 거부했다. 24일 오후 발췌본이 언론을 통해 국민에 공개되었으며 25일 오전 대화록 전문도 공개되었다.
6월 25일 오후 여야는 국정조사를 통해 진실을 규명하기로 합의하고 6월말까지 국정조사계획서를 처리하기로 합의했다. 한편 6월 26일 오전에는 여야가 국정조사 특위 위원장을 민주당이 맡기로 합의했으며 28일에는 여야가 특위에 참여할 의원의 선임을 끝냈다. 특위 위원장은 민주당 4선 의원 신기남이며 특위 간사는 새누리당 간사는 권성동 의원, 민주당 간사는 정보위원회 소속인 정청래 의원이다. 특위위원은 새누리당은 이철우 , 김재원, 정문헌, 조명철, 윤재옥, 김태흠, 김진태, 이장욱 의원을 임명했고 민주당은 특위위원으로 박영선, 김현, 박범계, 신경민, 전해철, 진선미 의원을 임명했다. 비교섭단체몫의 특위의원에는 통합진보당의 이상규 의원이 지명되었다.
국정조사가 합의된 날인 2013년 6월 26일에는 새누리당측이 대선 직전 정상회담 대화록을 누출하여 이용했다는 주장이 제기됐다. 이날 열린 새누리당 최고중진연석회의에서 김무성은 대화록을 대선 전에 받아서 2012년도 12월 14일 부산 선거 연설에서 낭독했다고 실토하였다. 이 발언은 프레시안의 기자가 당시 연설을 녹음한 파일을 발견하면서 사실로 확인됐다. 김무성은 12월 18일에도 같은 내용의 연설을 했다. 김의원의 원문을 직접 보지 않았다는 해명과 달리 구체적인 부분까지 대화록 원문과 일치했다. 또 정문헌 새누리당 의원에게 들은 내용과 노 대통령의 정상회담 뒤 발언 등을 종합해 만든 문건을 읽었다고 해명했지만 정문헌의 발언과는 일치하지 않았다. 김무성의 연설에는 국정원이 만든 발췌본에 없고 전문에만 있는 '저항감'이라는 문구가 등장한 사실이 확인됐다. 한편 12월 14일 부산 유세에는 김무성과 박근혜가 동참하였다.
또 권영세 당시 새누리당 선대위 종합상황실장이 국정원 문건을 알고서 대화를 한 내용을 박범계 민주당 의원이 이날 폭로했다.
이에 따라 여야는 대선이전 정상회담 대화록 유출의혹을 국정조사에 포함시킬지 논쟁을 벌였다. 새누리당은 별개의 사건이므로 빼야 한다고 주장했고, 민주당은 여야가 합의한 국정조사 요구서에 들어간 '전현직 국정원 직원의 대선 및 정치 개입 관련 의혹과 비밀 누설 의혹'항목에는 국가정보원이 새누리당에 국가 기밀인 정상회담 대화록을 대선전 유출한 의혹이 포함되며, '기타 필요한 사항'항목에도 포함된다고 주장했다.
한편 여야는 7월 2일부터 8월 15일까지 45일간 국정조사를 가지기로 합의했다.
국정조사를 가지기로 합의한 이후 국정조사 참여 의원 자격에 대한 논란이 벌어졌다. 새누리당은 2012년 12월 14일 국정원 사건이 흑색선전이며 대치 과정에서 감금을 했다며 민주통합당 관계자들을 고발했었다. 새누리당은 자기들이 고발한 사건의 피고발인이라는 이유로 진선미, 김현의원이 이해당사자로 제척되어야 한다고 주장하였다. 진선미의원은 대치 현장에 5분만 방문하였을 뿐인데 새누리당이 자신이 감금을 했다고 혐의를 씌운 것이라 반박하였다. 또 같은 논리대로라면 고발인도 이해당사자이므로 특위에서 빠져야 한다고 반박하였다. 또한 민주당은 비밀인 NLL 대화록의 내용을 언급했던 정문헌 의원, 원내대변인으로서 이를 이슈화한 이철우 의원도 제척사유라는 입장을 밝혔다. 특히 이철우 의원은 과거 국가정보원에 근무하여 이해관계가 있기 때문에 빠져야 한다는 입장을 밝혔다. 이철우와 정문헌은 7월 9일 특위위원에서 사퇴하였다. 민주당은 새누리당의 제척 주장은 이유가 되지 않는 것으로 거부할 뜻을 분명히 하였다. 특히 새누리당측의 사퇴한 국조특위 위원이 본회의 국정조사 표결에서 기권·반대를 하는 등 국조특위를 반대·방해하는 것을 비판하였다. 한편 새누리당은 두 의원 대신 경대수·김도읍의원을 지명했다.
새누리당이 제척을 요구하며 국정조사를 계속 거부하면서 7월 15일 민주당 내에서는 새누리당의 요구는 부당한 요구이지만 국정조사 정상화가 더 중요하므로 진선미, 김현 의원이 사퇴하고 국정조사를 진행하자는 입장과 새누리당의 주장은 이유가 되지 않으므로 거부하자는 의견이 엇갈렸다. 국정조사가 우선이라는 입장은 민주당 지도부에서, 거부해야 한다는 입장은 민주당 국정조사 특위에서 나왔다. 같은 날 언론 보도를 통하여 검찰은 민주당과 국정원 직원이 오피스텔 앞에서 대치한 행위에 대해 경찰과 선관위 직원이 철수할 때까지를 합법, 그 이후 남아서 대치하여 직원이 못나오게 한 행위를 불법으로 본다고 밝혔다. 진선미 의원은 사건초기 5분만 있었으며 김현 의원도 경찰이 있었을 때만 국정원 직원과 대치하였다고 밝혔다. 한편 7월 15일 야당측은 국정조사 개회 요구서를 제출하여 새누리당이 제척 주장의 이유를 회의에 나와 설명하라고 요구하였다. 7월 16일 국정조사 첫 회의가 개최되었으나 새누리당은 불참했다.
새누리당이 계속 국정조사 참여를 거부하자 김현,진선미 의원은 부당한 요구이지만 국조는 반드시 이뤄져야 하기 때문에 사퇴한다고 7월 17일 국회 정론관에서 기자회견을 열었다. 민주당은 경찰의 은폐 축소 수사를 규명하기 위해 경찰청을 담당하는 안전행정위원회에 속한 김민기·박남춘의원을 특위위원으로 임명하였다.
7월 18일 특위는 24일 법무부, 25일 경찰청, 26일 국가정보원의 기관보고를 받기로 합의하여 의결했다. 기관 증인으로는 각각의 법무부장관, 경찰청장, 국가정보원장을 출석하도록 요구하였다. 국가정보원 보고를 비공개로 해야 한다고 새누리당이 요구하여 신경전이 있었다.
24일에는 법무부 황교안 장관이 증인으로 출석하여 기관보고가 열렸다. 보고중 박범계의원은 2012년 12월 10일 권영세(당시 새누리당 선거대책위원회 종합상황실장, 현 주중대사)가 대선 당시 캠프에 있을 때 '원세훈의 국가정보원이 남북정상회담 대화록을 새누리당에 유리하게 끼워맞춰 청와대에 보고했다', '집권하면 남북정상회담 대화록을 공개하겠다', 'NLL 이야기를 꺼내는 것은 비상계획이다'라고 말한 녹취파일을 공개했다. 국정조사 대상이 아니라는 새누리당측과 국정조사 대상 4가지 사유에 포함된다는 야당측의 대립이 있었다. 새누리당은 NLL 대화록이 국정조사 대상이 아니라고 주장하였지만, 정작 새누리당 김재원 의원은 NLL 대화록에 대하여 조명균의 진술에 대한 언론보도가 사실인지 질의하기도 했다. 한편 권영세는 이날 언론과의 통화에서 남북정상회담 대화록을 공개하겠다는 말은 대화록을 발언당시 당에서 사전 입수했던 것이 아니라 당내에서 대화록을 입수하여 공개하자는 주장이 나오는 것을 말리기 위한 것이며, 국정원이 대화록 내용을 고쳐 청와대에 보고했다는 말은 들은 말이라고 해명하며 원뜻이 왜곡되었다고 주장하였다. 민주당은 국정원에서 실제로 대화록을 왜곡시킨 발췌본을 만들었고 12월 14일 김무성의원이 비상계획대로 대화록 원문을 낭독한 사실을 들어 재반박했다.
25일 경찰청 이성한 청장이 참여한 기관보고가 열렸다. 야당 의원들은 질의를 통해 경찰이 대선 3일전이자 마지막TV토론 직후 실제로는 증거를 찾았는데도 찾지 못하였다고 허위의 수사 결과를 발표한 것에 대한 규명활동을 했다. 정청래의원은 경찰청 사이버범죄수사대가 증거분석을 하던 중 증거를 은폐한 CCTV화면을 공개한 뒤 새누리당 박근혜 대선 후보가 12월 16일 마지막 TV토론에서 증거가 발견되지 않았다는 영상을 상영하자 새누리당 10명 국조위원 전원이 집단 퇴장하기도 하였다. 통합진보당 이상규의원은 이 CCTV 영상중 2012년 12월 16일 새벽 4시 2분경 분석관 2명이 나눈 대화를 공개하였다. 한 분석관이 자도 되냐고 묻자 다른 분석관이 지금 댓글이 삭제되는 판인데 잠이와요라고 답하여, 경찰이 국정원 직원의 증거 인멸을 확인했었다고 주장했다.
7월 26일 국정원 기관보고를 앞두고 7월 25일 밤 새누리당은 국정원 기관보고를 비공개로 진행해야 한다며 불참한다고 하였다. 민주당은 새누리당이 빠지더라도 예정대로 참여하기로 결정했다. 7월 26일 열린 국정원 기관보고는 새누리당 뿐만 아니라 국가정보원의 장과 간부들마저 무단으로 불참하여 파행으로 끝났다. 국정원측은 불출석 사유를 국회에 제출하지도 않았다. 국정조사는 공개가 원칙이며 비공개로 하려면 의결이 필요하다. 국정원이 기밀에 대해서는 증언을 거부할 수 있으나 증언 거부 사유를 국회에 밝히도록 규정되어있다. 민주당 의원들은 국가정보원을 항의 방문하였다. 국가정보원장을 만나지는 못했지만 국정원 2,3차장 및 기조실장과 면담하여 오전 8시 남재준 원장이 주재한 간부회의에서 국정조사참여에 대해 논의해 불참이 법에 어긋난다고 결론을 내리고도 불참하고, 남재준은 국정조사 기관보고 동안 여의도 렉싱턴 호텔에 머문 사실, 새누리당 권성동 간사가 25일 23시 새누리당의 불참 통보 이후 국정원과 통화를 한 사실을 알게되었다. 그리고 돌아와서 국정원에 항의하는 브리핑을 하였다.
28일 여야의 국정조사 특위 간사는 재가동에 합의하였다. 그러나 국정조사가 한주동안 쉰 뒤 다음 일정을 진행하는 것에 논란이 제기되었다. 국정조사 하계 휴가는 새누리당의 요구로 이뤄졌다. 민주당 위원들은 그동안 현장조사를 하기로 했다. 박영선 의원은 그 만큼 조사 기간을 연장할 것을 요구하였다. 민주당 특위 위원들은 정청래 간사와 새누리당의 합의가 잘못된 것이라고 반발하였다.
한편 29일 이상규의원은 국정원 사건에 대한 경찰의 대선 직전 증거분석 영상을 추가로 공개하였다. 새누리당이 414개, 민주통합당이 121개, 박근혜가 2214개, 문재인 1685건을 확인하였었다. 게시글 뿐 아니라 처음 의혹이 제기된 사항인 국정원 직원의 댓글도 확인하였던 것으로 드러났다. 7월 31일 민주당 김민기 위원은 24일 경찰로부터 받은 자료를 공개했다. 국정원 요원이 자신의 오피스텔에서 112에 신고를 한후 경찰과의 통화를 담은 내용이다. 24일 오전에 받은 자료에서는 '밖으로 나올 거면 통로를 열어주겠다'고 얘기하자 국정원 요원은 '부모님과 상의해 재신고하겠다'고 말한 내용이 포함되었다. 그러나 오후에 보낸 자료에서는 통로를 열어주겠다는 내용이 빠졌다. 민주당은 국정원 여직원이 스스로 나오지 않은 것이라는 사실을 은폐하기 위해 경찰이 자료를 누락시켰다고 의혹을 제기하였다. 야당 의원들은 서울경찰청을 방문하여 이를 추궁했다. 경찰은 8월 1일 여러 문건을 가지고서 요구자료를 보내는 과정에서 실수한 것이라고 밝히며 통로를 열어주겠다는 내용이 사실이라고 밝혔다.
여야는 증인 채택을 위해 협상을 벌였으나 난항을 겪었다. 민주당은 국정조사 합의사항에 이름이 거명된 원세훈과 김용판을 절대적 증인으로 해야 한다고 말하였으나, 새누리당은 민주당 현역 위원을 증인으로 채택하지 않으면 못하겠다고 말하였다. 민주당은 또 김무성·권영세는 NLL 대화록 유출과 경찰 허위 발표에 관련이 있다며 증인 채택을 요구하였다. 반면 새누리당은 원세훈 김용판을 증인으로 채택하는 것도 협상 대상으로 삼았다. 7월 30일 민주당은 우선적으로 여야공통증인 18명과 원세훈 김용판에 대하여 증인채택에 조건없이 합의하라고 요구하였다.
7월 31일 다시 협상을 벌였다. 민주당은 원세훈, 김용판의 국조 불참시 동행명령 발부를 요구하였다. 새누리당은 정당한 사유가 있으면 동행명령 대상이 아니라고 말하며, 재판중인 사람이 국정조사에 불출석하는 것은 정당한 것으로 안다고 말하였다. 민주당은 새누리당의 주장을 두사람에게 국정조사에 나오지 말라는 메시지를 보내는 것으로 보았다.
7월 31일 민주당 김한길대표는 기자회견을 통해 원내외 병행 투쟁을 선포하여, 당내 국정원 사건에 대한 본부를 확대 개편하여 당대표가 본부장을 맡아 원내외 투쟁과 협상을 동시에 직접 하겠다, 여당이 국조를 모면하려 한다, 서울광장에 국민운동본부를 설치하고, 내일(8월 1일) 국민과 함께 하는 첫 의원총회를 현장에서 개최하겠다고 발표하였다. 민주당은 여당과 합의된 일정은 계속해서 진행하며 국조 정상화를 위해 노력할 계획이며 국조가 국민의 요구에 부응하는 국조가 될 수 있도록 요구·압박하는 것이라고 말하였다. 새누리당은 증인 합의가 되지 않으면 기관보고도 파기한다고 말하여 국정조사가 파국을 맞았다. 8월 4일 각당의 원내대표, 원내수석부대표, 국정조사 특위 간사가 참여한 회담에서 증인 문제는 합의에 이르지 못했으나 기관보고를 예정대로 진행하기로 했다.
8월 5일 10시 국정조사 국가정보원 기관보고가 열렸으나 약속과 달리 지상파 방송이 생중계는커녕 녹화중계도 하지 않기로 하여 민주당이 항의하였다. 이에 따라 여야 간사가 지상파 방송에 생중계를 요청하여 오후 2시에 재개되었다.
남재준은 기관보고에서 심리전단의 활동이 정당한 대북심리전이라고 주장하였으나, 원세훈의 지시사항이 직무범위에 벗어난 것은 인정하였다. 그리고 대북심리전단이 2009년 이후 이명박 전 대통령의 재가로 4개 팀으로 확대 개편됐고, 최고 책임자 역시 이 전 대통령의 재가를 받아 2급에서 1급으로 격상됐다는 사실이 밝혀졌다. 남재준은 NLL 대화록 논란에 대해 노무현은 NLL 아래쪽으로만 서해 평화지대를 만들겠다고 했다며 '등거리 등면적' 언급이 없어 포기라고 주장했다. 그리고 NLL 대화록 공개에 대해 자신의 판단으로 이뤄졌다고 말하였다. 민주당은 노무현이 NLL양측에 설치하는 것으로 제안한 등거리 등면적 지도의 보유 여부에 대해 질의하였다. 이에 대해서 한기범 1차장이 자료가 있다고 말하였다. 국정조사에서는 국정원 여직원이 체력·공수·해양·지리산 종주 훈련을 받고 과외 과목으로 무술훈련을 받은 사실이 드러났다.
8월 5일 국정조사 증인과 관련된 협상에서 원세훈·김용판 증인 채택과 출석 보장, 기간 연장에 대해 합의하였다. 민주당에서는 합의안에 대해 김무성 권영세 증인 채택이 되지 않는 것에 이견이 있었다. 8월 6일 민주당은 가합의안에서 김무성, 권영세 증인 논의를 추후 합의하도록 하고 축소수사에 관여한 혐의를 받는 박원동 국가정보원 전 국장을 증인으로 채택하는 것을 추가하여 수정 제안하기로 하였다. 8월 6일 국정조사 연장과 연장 일정 확정, 원세훈·김용판 증인 채택과 출석 보장에 대해 합의가 되었다. 청문회는 14,19,21일 진행된다. 그리고 국정조사 일정 연장은 8월 13일경 본회의를 열어 처리한다. 8월 7일 증인 29인이 의결되었다. 국정원 간부와 직원, 수사 축소에 관련된 경찰 간부와 직원, 대치 과정에 참여한 경찰 및 선관위 직원과 민주당 관계자, 제보 과정의 관계자가 포함되었다. 여야 공통 요구 증인은 국정원 여직원으로 알려진 김씨, 수사 축소에 관계된 경찰 간부와 직원중 김용판 서울지방경찰청장을 제외한 인물들, 사건 현장에 출동한 선거관리위원회 직원이 채택되었다. 새누리당만 요구하여 채택된 증인은 국정원 사건의 제보자 2명, 대치에 관여한 경찰관, 제보과정이 매관매직이라며 이에 관여했다는 보좌관과 회계관리자등이다. 야당만 요구하여 채택된 증인은 원세훈 원장과 이종명 전 차장, 박원동 전 국장등을 포함한 국정원 간부들과 심리전단 관계자, 김용판 전 서울청장이다. 그리고 미합의된 증인은 계속 협의하기로 했다. 청문회는 14일에 원세훈 김용판을 부르고 19일에 나머지 증인을 부르며 미합의된 증인과 불출석한 증인을 21일에 소환한다. 국정조사 일정 연장은 8월 12일 오후 본회의가 열려 통과되었다. 정청래 의원은 이날 대선 이전 국정원 여직원의 하드디스크를 증거 분석하던 분석관들의 CCTV 영상을 추가 공개하여 16일 오후 5시 21분 댓글을 삭제한 정황을 발표하면 안 된다는 발언, 15일 브리핑 준비를 독촉받은 발언, 16일 7시 39분 대통령후보 토론 시작 20분전 분석관이 '15분 뒤면 끝날 것 같다' 고 말한 뒤 어디엔가 전화보고를 하는 장면을 공개하였다.
8월 12일 국정원 직원과 함께 활동을 벌인 이정복의 계좌에 대선전 총 9234만원이 입금된 사실이 경찰수사기록을 통해 드러났다. 4309만원은 정모씨의 계좌에서 이체되었고 4925만원은 이정복이 현금으로 입금하였다. 대선전 8개월 동안 집중되었으며 돈이 입금된 시기는 고시원 입주 시기와 일치하였다. 검찰 확인 결과 4925만원은 대부분 이정복이 국가정보원으로부터 받은 돈이었고 4309만원은 검찰에서도 국정원으로부터 받았다고 추정하였지만 혐의를 입증하지는 못하였다.
국가정보원 직원은 청사 내에서도 댓글 작업을 하였다. '별빛달빛햇빛'이라는 아이디가 확인되었다. IP 소유자를 한 기획사로 하여 실체를 감춘 사실도 확인하였으나 이내용을 경찰과 검찰은 발표하지 않았다. 또한 국정원 심리정보국 직원들은 국정원 부지에 속한 임야나 국정원이 만든 사서함을 주소지로 둔 유령업체를 이용하여 IP 및 휴대전화를 발급받아 사용한 사실이 확인되었다.

#### 청문회
8월 14일 국정조사의 첫 청문회가 열렸다. 청문회 전 김용판은 공판준비기일과 겹친다는 이유로 참석할 수 없다고 통보하였으나 민주당은 공판준비기일은 오전에 다 끝나고 공판준비기일에는 대체로 변호인만 참여하며, 오후에 청문회를 개최할 용의도 있다고 반박하였다. 그리고 원세훈과 김용판이 불참할 경우 동행명령장을 발부하여 8월 16일에 독립적인 청문회를 개최해야 한다고 주장하였다. 8월 14일 결국 원세훈과 김용판은 청문회에 불참하였고 이날 특위는 동행명령장 발부와 16일 청문회 개최 의결을 표결에 붙여 통과시켰다.

##### 1차: 김용판·원세훈
8월 16일 개최된 청문회에서 김용판 전 서울경찰청장은 오전 10시에 청문회에 출석하였으나 증인 선서를 거부하였다. 원세훈은 오후 2시에 출석하였다. 원세훈도 증인 선서를 거부하였다. 국정조사와 국정감사에서 증인이 선서를 거부한 일은 대한민국 헌정사상 유래가 없던 일이다. 국회 증언·감정법에 따르면 선서한 증인이 위증을 한 경우만 위증죄로 처벌하고, 증언에 대해 다른 법으로 처벌을 받지 않도록 하고 있어서 위증을 해도 처벌할 방법이 없다.
이날 원세훈과 김용판은 자신의 혐의를 부인하였다. 김용판은 전해철 의원이 국정원 직원으로 확인된 '숲속의참치'가 올린 게시글에 대해 질의하자 국정원 직원이 열람한 게시글이라고 보고받았다고 주장했다. 전 의원이 숲속의참치가 김하영이 사용한 40개 아이디중 하나라고 반론하자 계속 혐의를 부인하였다 이날 원세훈은 현재 주중 대사를 맡고 있는 권영세 당시 박근혜캠프 종합상황실장에게 2012년 12월 13일 정상회담 대화록 공개문제에 대해 전화통화를 한 것을 시인했다. 그러나 댓글 사건에 대해서는 대화하지 않았다고 주장했다. 이날 청문회에서 김용판이 대선 4일전, 중간수사발표 1일전인 12월 15일 청와대 인근의 식당에서 점심 식사를 한 사실이 드러났다. 이 식사는 결제가 오후 5시에 이뤄졌다. 김민기 의원은 경찰 업무일지에 따르면 정보부장 등 직원 12명이 식사를 하였는데 정작 업무일지의 당사자들은 참여하지 않았다고 한 것에 대해 질의하였다. 정청래의원은 예약 접수증을 입수하여 실제로는 7명이 참여하여 3만5천원짜리 메뉴를 시키고 28만원을 결제한 사실을 제시했다. 민주당 의원들은 그 식당에서 축소 발표까지도 기획된 것이라고 주장하였다. 김용판은 누구와 식사를 했는지 기억나지 않고 정치권 인사는 아니라고 답하였다. 박영선 의원과 김민기 의원은 사우나에 간 사실과 손톱을 다친 사실, 저녁은 구로서 직원들과 식사한 사실은 기억이 나는데 점심식사만 기억을 하지 못하는 것에 대해 추궁하였다.
이날 새누리당 의원들은 국정원을 옹호·변호하는 발언을 하였다. 김진태 의원은 "영국은 정보기관 MI6 기관장이 누군지 국민들도 모른다"라고 말하였다. 그러나 MI6의 기관장은 대내외적으로 공개되어 있고 홈페이지에도 나와있다.
8월 18일에는 국정원 직원 의심 트위터 계정의 글이 1초도 차이가 나지 않게 동시에 수백계의 계정에서 리트윗되었고 수백만건에 이르는 사실이 확인이 되었다. 검찰은 미국 트위터 본사에 국정원 계정이 맞는지 알아보기 위해 미국 법무부에 사법공조를 요청했다.

##### 2차: 권은희·김하영·박원동
8월 19일 오전 10시 2차 청문회가 열렸다. 오전동안 국정원 직원들의 증인석 앞에 설치된 가림막에 대한 논란이 있었다. 가림막에는 국정원 직원 4명이 들어갔다. 가림막에 들어가야 할 대상에 대하여 현재 국정원에 출근을 하지 않고 있는 박원동 전 국정원 국익정보국장과 민병주 전 국정원 심리전단 단장을 현직으로 보아 가림막 뒤에 있게 할 것이냐 전직으로 보아 가림막에서 나오게 할지와 가림막이 증언대 위부터 머리 위로 높게 쳐져 있어 증인의 행동을 볼수 없는 것에 대한 논쟁이 있었다. 민주당측은 민병주와 박원동을 전직 직원으로 보아 나오게 해야 한다고 주장하였고 새누리당은 현직직원으로 보아 가림막 안에서 증언하게 해야 한다고 주장하였다. 결국 가림막 아래 30cm를 제거하고 여야 보좌진이 증인들을 감시하기로 합의하였다.
이날 권은희 사건 당시 서울 수서경찰서 수사과장은 지난해 12월 12일 김용판 당시 서울경찰청장이 건 전화는 압수수색을 하지말라는 외압이었다, 키워드를 물리적인 시간을 이유로 줄였다는 주장은 개인용컴퓨터 2대만 분석하는 것이기 때문에 100개를 분석하나 4개를 분석하나 시간 차이가 크지 않아 고 증언하였다.
이날 김하영과 박원동 국장은 미리 '모범답안'을 준비하여 답변을 하였다. 두 답안지의 답안지 형식·기호 등이 일치하여 모의 논란이 있었다. 국정원 직원들은 민감한 질문엔 답변을 회피하였는데 김하영의 경우 '답변하기 곤란하다' '재정신청이 진행 중이다'라고 말하였다.
박원동 전 국익정보국장은 권영세 현 주중대사, 대선당시 박근혜 캠프 종합상황실장이었던 권영세에대하여 평소에 통화하는 사이라고 답하였다. 그러나 대선 기간 동안의 통화에 대한 질의에는 기억나지 않는다고 답하였다.
김하영은 정치 선거 개입이라는 인식을 가지고 활동한 적이 없다고 주장하였다. 이상규의원이 연평도에 관한 글, 북한 핵에 대한 글이 심리전이냐고 추궁하자 글의 주제와 관련해서는 자신이 판단하지 않는다고 답하였다. 이상규 의원이 김하영이 연평도에 관한 제목에 '문재인 민주통합당 후보는 우리의 안보와 국익을 책임질 수 있는지 눈여겨봐야 한다'며 글을 올려 국정원이 선거에 개입한 것을 추궁하자 답을 하지 않았다.
8월 20일 국가정보원이 원세훈 시절 확대한 심리전단의 조직이 공개되었다.

##### 3차: 새누리당 불참
21일 3차 청문회가 열렸으나 추가로 출석한 증인이 없고 새누리당이 불참하여 반쪽으로 열렸다. 야당 의원들은 청문회에서 박근혜 대통령과 새누리당을 비판하고 특별검사가 필요하다고 말하였다.
한편 국가정보원 압수수색 당시 국정원 메인서버도 대상에 포함되어 있었으나 남재준 원장이 거부한 결과 증거자료 확보에 차질을 빚은 사실이 8월 20일 확인되어 8월 22일 보도되었다.
한편 김하영과 민간인 보조요원 이정복의 관계가 추가로 공개되었다. 8월 19일 박범계 의원은 청문회에서 개포파출소 경위인 신 모씨와 김하영의 관계, 신모씨가 이정복을 김하영과 연결시켰는지를 김하영에게 추궁하였다. 이튿날 정청래 민주당 의원은 이정복이 김하영의 애인의 이종사촌이라고 주장하였다. 이들의 관계는 경찰이 검찰에 보낸 송치기록을 통해 확인됐다. 또한 이상규 의원은 8월 16일 이정복이 새누리당 김희정 의원과 대학 동기라고 공개하였다. 이후 8월 26일 문제의 김하영이 소속된 심리전단 3팀 5파트장 이규열, 민간인 조력자 이정복, 김하영이 사용한 대포폰의 실소유자 김모씨, 김희정 국회의원이 연세대 정치외교학과 90학번 동기라고 공개하였다. 이들이 모두 연세대 정외과 동기라는 사실은 한겨레신문의 취재로 확인됐다. 이상규의원에 따르면 민간인 조력자 이정복이 과거 선거운동을 했던 국회의원도 동기 관계인 새누리당 김희정 의원이었다.
8월 21일 국정조사 특위 야당의원들은 청와대에 서한을 보내기로 하였으나 가로막혔다. 8월 22일 정청래 의원이 다시 서한을 전달하였다. 이 과정에서 경찰이 국회의원을 위해요소라고 지칭하여 소동이 벌어졌다. 서한속의 3·15 부정선거에 대한 문구에 대하여 18대 대선에 문제가 없다는 여당측과 국정원의 대선개입으로 지난 대선의 정당성이 훼손됐다는 야당측의 충돌이 빚어졌다. 한편 국정조사 특위는 보고서를 채택하지 못하였다.

### 국정조사 이후
민주당은 국정조사가 끝난 이후에도 이 사건에 대한 규명 활동을 하고 있다. 8월 22일 진선미 의원이 국정원의 여론조작 활동에 대한 특검을 요구하며 오늘의유머에서 73개의 아이디를 동원한 여론 조작의 실태를 공개하였다. 9월 6일에는 국정조사 과정에서 입수한 자료를 바탕으로 국정원이 여론조작에 동원한 트위터 계정 402개를 검찰이 확보해 추적중이라고 발표하는 기자회견을 하였다. 정치 개입, 대선개입, 북한관련, 이명박 대통령 옹호뿐 아니라 5·18 광주 민주화 운동을 비하하는 트윗도 있었다.

#### 국정감사
국정감사에서도 국정원 사건에 대한 문제가 제기됐다. 10월 14일 김광진 의원은 국방부 국정감사에서 국군사이버사령부 요원들이 대선기간 댓글작업을 했다고 질의했다. 김광진 의원은 해당 부대가 2000년 이후 국정원으로부터 예산을 받고 있다고 말하였다. 김관진 장관은 대선개입은 있을 수 없고 북한이 대한민국 정부의 실체를 부정하기 때문에 이에 대응하는 것이 있다고 말하였다. 10월 15일 신문을 통해 국방부 사이버사령부 소속 군무원 2명과 군인1명이 사용했다고 하는 아이디가 공개되었다. 10월 15일 아침 국방부는 이 사건에 대한 조사에 들어갔다. 군 조사 결과 사이버사령부 소속의 군무원 2명과 부사관 1명이 정치적 성향의 글을 올리거나 리트윗한 사실이 확인되었다. 10월 15일 국군사이버사령부에 대한 국정감사가 열렸다. 옥도경 국군사이버사령관이 증인으로 출석하였고 옥도경 사령관의 요청에 따라 업무보고를 비공개로 진행한 뒤 의원들과의 질의응답은 공개로 진행했다. 옥도경 사령관은 '사이버사령부는 그런 지시를 받은 적도 한 적도 없다','그에 상응하는 책임을 묻겠다'고 밝혔다. 민주당은 지난 대선 당시에는 현재 청와대 국방비서관인 연제욱이 사령관이었기 때문에 당시 사령관이 출석해야 한다고 요구하였다. 한편 사이버사령부 요원들이 국가정보원 심리전단의 트위터 계정 글을 리트윗한 사실과 평일 업무시간대에 활동한 사실도 드러났다. 또한 사이버사령부 요원 1명이 추가로 확인되고 사이버사령부 요원 2명은 문제가 제기되자 블로그의 글들을 삭제한 것이 드러났다.
10월 15일에는 안전행정위원회가 미근동 경찰청 본청에서 경찰청에 대한 국정감사를 열었다. 김용판은 국정조사에서처럼 또다시 선서를 거부하여 논란이 되었다. 진선미의원은 김하영의 남자친구이자 이정복의 사촌인 서울경찰청 경무과 소속 신동재 경위가 이규열 파트장과 조력자 이정복씨가 경찰에서 거짓진술을 하기로 대책 회의하는데 참여했다고 문제를 제기했다. 신동재 경위는 "같이 갔는데 내용은 잘 모른다"고 시인하였다. 새누리당은 김용판의 압수수색 신청 영장 철회 지휘는 문제가 없었다고 주장했다. 12월15일 저녁 8시 작성된 김하영에 대한 수서경찰서의 피의자신문조서가 2시간도 안되어 수사과장의 결재를 거치지 않고 서울경찰청 증거분석팀에 공유된 사실에 대한 문제가 제기되었다. 김병찬 전 서울경찰청 수사2계장은 수서경찰서 지능팀 실무자들이 공람조치를 한 것으로 알고 있고 경찰청 지침에 따르면 중요한 사건은 지방경찰청이나 경찰청에서 관련 서류를 열람할 수 있게 되어있다고 답했다. 이에 대해 권은희 당시 수서서 수사과장은 공람 사실이 당연히 수사팀에 보고되어야 하는데 보고받지 못했다고 답했다.
박남춘 의원은 10월 15일 서울지방경찰청으로부터 권은희 당시 수서경찰서 수사과장이 쓴 수사지휘서를 공개했다. 10월 17일에는 서울지방경찰청에 대한 국정감사가 열렸다.진선미의원은 12월 16일 밤 11시 직전 몇몇 경찰 간부가 '고맙다'라는 취지의 문자메시지를 받았다고 문제를 제기했다. 이병하 수사과장은 그런 취지의 문자가 아니라고 답하였다. 박남춘 의원은 수사지휘서와 전보이후의 미진한 추가수사를 근거로 검찰에 송치되기전 권은희 과장을 전보한 것이 수사 왜곡을 위한 것이라며 문제를 제기했다. 김정석 서울청장은 전보조치는 원칙에 따른 것으로 알고있다고 답하였다. 강기윤 새누리당 의원은 12월 15일에 하드디스크 분석 범위를 확대한 부분이 있다며 축소은폐가 없었다고 주장하였다.
김정석 청장은 '국정원 직원과 수사 중인 경찰의 통화가 잘못된 것 아니냐'는 질문에 네라고 답하였다. 새누리당 의원은 김용판의 재판에 영향을 미칠수 있다며 유의해야 한다고 반발하였다. 민주당의원들은 답변에 가이드라인을 제시하려는 것이라고 새누리당에 반발하였다.
이날 국정감사에서 당시 김용판 서울지방경찰청장이 점심식사 의혹에 대해 법원에 보낸 해명자료가 공개되어 논란이 되었다. 2012년 12월 15일의 점심식사를 지인들과 했다는 소명자료로 제출한 사진인데 12시45분에 촬영된 사진이었다. 민주당 김민기 의원은 대선을 앞둔 시기인데 집무실에서 지인을 불러 사진 촬영을 한 것이 문제일 뿐 아니라, 1시 이후 4시간 동안의 행적은 소명되지 않는다고 발언했다. 김용판은 2012년 12월 15일 청와대 인근 '백송'이라는 식당에서 점심 식사를 했고 식사대금은 오후 5시에 카드로 결제됐다. 김정석 서울경찰청장은 이에 대해 "윗분들이 와서 식사를 같이 한 내용으로 보고받았다, 김용판 전 청장도 그렇게 진술했다"고 답하였다.
국정감사 기간이었던 10월 18일 검찰은 국가정보원 직원들이 올린 트위터에 대해 추가 기소를 했다. 10월 20일 법제사법위원회 소속 야당의원들은 공소장 변경허가 신청서를 제출받아 국정원 심리전단이 올린 트위터를 공개했다. 야권비하, 여당 찬양등의 내용이 있었다. 지역비하표현이나 입에 담기 어려운 정도의 저열·저속한 표현도 발견됐다. 여당 홍보에 대하여 박근혜 대선캠프의 ARS 후원전화를 홍보하는 트윗도 발견됐다. 이들은 국정원의 대선개입에 참여한 것으로 김하영 직원이 지목된 이후 활동이 급감했다.
새누리당의 윤상현의원은 10월 20일 트위터 수사에 대해 2233건만이 직접적인 증거라고 주장하였다. 윤석열 당시 수사팀장과 검찰은 2233건은 심리정보국 직원중 17일 체포된 두명이 작성 또는 리트윗했다고 자백한 선거 관련 트윗이라고 확인했다. 이에 따라 수사내용이 새누리당에 누출됐다는 논란이 일었다. 국정원은 이에 대해 다른 직원들의 트위터에서 트윗을 올리거나 리트윗 활동을 합쳐 총 2만8317건이지 5만5689건이 아니라는 입장을 밝혔다. 검찰은 국정원 직원이 아닌 트윗이라면 국정원에 의해 사실상 고용됐던 외부 조력자가 쓴 것이라고 보았다. 이 문제에 대해서 검찰은 11월 추가 수사를 하는 과정에서 국정원으로부터 자금을 전달받은 사실을 입증하지 못하여 2만7천여건은 공소에서 제외하고, 국정원 직원으로 확인된 110만여건을 추가 기소했다.
10월 21일에는 서울고등검찰청과 그 산하의 일선 지방검찰청에 대한 국회법제사법위원회의 국정감사가 서울고등검찰청에서 실시되었다. 서울중앙지방검찰청은 물론 윤석열이 여주지청장을 맡고 있는 수원지방검찰청도 국정감사 대상이다. 윤석열은 여주지청장으로서 국정감사에 출석하였다.
윤석열은 체포영장과 압수수색 영장 신청에 대해 조영곤 중앙지검장의 자택에 10월 15일 찾아가 보고를 했다고 증언했다. 공소장 변경 문제는 구두로 4번이나 승인받았다고 증언했다. 조영곤 서울중앙지검장은 절차에 문제가 있다는 입장을 밝혔고 윤석열 지청장은 문제가 없다는 입장을 밝혔다. 체포영장이나 압수수색영장의 결재 권한에 대해서는 조영곤과 윤석열의 해석이 엇갈렸다. 서울중앙지검의 내부지침인 위임전결규정에서는 주요 사건일 경우 체포영장은 차장검사가 결재한다. 특별수사팀장은 차장검사급이다. 윤석열은 차장검사급도 전결할 수 있다고 주장했고 조영곤은 직제상 차장검사가 해야 한다는 입장으로 갈렸다. 윤석열은 원세훈에 대한 수사 초기부터 외압이 있었고 국정원이 다른 기관과 달리 조직 배치표를 주지 않는 등 수사에 비협조했고 트위터관련 조사 과정에서 국정원측 변호사가 국정원장의 진술 불허 지시를 주입시킨 것에 대한 문제를 제기했다. 윤석열은 트위터 수사에 대해 십알단의 트윗과 국정원 심리전단의 트윗이 서로 리트윗된 사실을 보고받았다고 증언했다.
국정감사 기간중 국정원 트위터의 분류에 대한 여야의 공방이 있었다. 새누리당 홍문종 사무총장은 10월 27일 국정원 트위터 추가기소의 분류가 잘못됐다고 주장하며 77개의 트윗을 자료로 제시했다. 그러나 자료를 분석한 결과 첫 번째 트윗부터 새누리당의 주장이 잘못된 것으로 드러났다. 민주당 서영교 의원실이 확인한 결과 마지막 부분에 야당 후보를 비방하는 내용이 있었거나, 같은 시간대에 긴글을 끊어서 올린 글중 하나인 것으로 확인됐다.
 새누리당은 이에 대해 긴글을 끊어서 올린 글을 하나의 반대글이라고 하여 5만6000여건이라고 발표한 것이 잘못됐다는 입장을 밝혔다.
11월 1일에는 법사위의 법무부 국정감사에서 수사팀에 대한 외압 여부에 대한 논란이 벌여졌다.
11월 2일로 대부분의 국정감사가 종료되었지만 정보위원회는 의원들이 다른 상임위를 겸직하고 있어 계속 국감을 진행했다. 11월 4일 국회 정보위원회의 국정원에 대한 국정감사가 열렸다. 이날 국정원은 이정복에게 11개월간 280만원을 지불한 사실을 시인했다. 또 이종명 3차장과 김하영직원에게 직원들의 월급에서 6000만원을 걷어 전달한 사실을 시인했다. 사이버사령부와의 연계에 대해서는 국정원이 편성권을 가진 점과 문서를 20여건 주고받았다고 시인했다. 트위터 활동 직원이 체포됐을 때 진술을 거부하라고 지시했다는 의혹은 부인했다. 트위터 계정을 사용했다는 국정원 직원 22명에 대해서는 확인 중이라며 7명을 검찰 조사에 보내기로 했다. 5만여건의 공소장변경서에 기재된 트위터에 대해서는 남재준이 처음에 2만여건이 직원이 맞고 선거에 관련된 것이 2000여건이라고 답하였다. 국정원 2차장은 국정원 직원으로 확인된 것이 2300건이라고 번복하자 남재준은 2차장 말이 맞다고 답하였다. 11월 6일에는 정보위의 경찰청 국정감사가 열렸다. 김용판이 퇴임직전 수사자료를 들고 나간 사실이 확인됐다. 김하영 직원에게 전달된 돈과 관련, 11월 6일 이 돈이 처음에는 국가정보원 공금으로 나간 뒤 나중에 직원 모금으로 나간 사실이 확인됐다. 이후 국정원 직원들은 활동비(월초비)에서 모금액을 낸 사실이 드러나 모금도 공금 유용인지가 논란이 되었다. 민주당은 월초비 모금도 공금 유용이라는 입장을 밝혔다.

## 재판

### 원세훈 등 국정원 간부 재판
7월 8일 원세훈의 1차 공판 준비기일에 원세훈의 변호인은 공소사실을 모두 부인하였고 재판일정을 국회 국정조사 뒤로 미뤄줄 것을 요청했다. 재판부는 준비기일은 계속 진행하되 국정조사가 끝나는 8월 15일 이후에 재판을 진행하는 방안을 검토하겠다고 밝혔다. 다음 공판준비기일은 7월 22일이다.
한편 원세훈은 황보건설 황보연 회장으로부터 뇌물을 받고 순금등 뇌물을 받은 사실을 포착해 수사를 받고 있었다. 7월 초 억대의 현금을 받은 사실이 포착되어 구속영장이 청구되었고 2013년 7월 10일 구속영장이 발부되어 같은 날 저녁 구속 수감되었다. 원세훈의 구속 기한은 19일까지였으나 검찰은 10일을 연장하였다. 이에 따라 2차 공판준비기일은 원세훈이 구속된 상태에서 진행되게 되었다.
7월 22일 원세훈의 2차 공판준비기일에서 원세훈은 원장님 지시사항을 인정하였으나 정치 선거 개입 혐의를 부인했다. 또 '댓글과 지시사항의 인과관계가 없다', '일부 ID가 국정원 직원의 것이 아니다'라고 주장했다. 그러나 지시사항중 2월 17일자 발언의 마지막 문장인 "우리 국가정보원은 금년에 잘못 싸우면 국가정보원이 없어지는거야, 여러분들 잘 알잖아"부분을 부인했다. 다음 공판준비기일은 8월 12일로 잡혔다. 원세훈은 7월 26일 1억7000만원 수수혐의로 구속 기소되어 앞으로도 구속된 상태에서 국정원 사건에 대한 재판을 받게 되었다.
8월 26일 원세훈의 1차 공판이 열렸다. 검찰은 원세훈이 정치중립을 지시했다고 주장하고 있는 회의록의 전체 내용을 공개했다. 한 문장만 떼놓고 보았을때는 정치중립적인 발언인듯 보였지만, 전체 문장을 본 결과 여당을 위해 일해야 한다, 내곡동 사저 문제를 차단하라 등 정치 편향적인 발언이었다. 원세훈측은 발언이 공개되자 당황하여 그때그때 생각나는 대로 말한 것이지 지시가 아니라고 주장하였다. 검찰은 원세훈이 무차별적으로 종북딱지를 붙인 사실을 지적했다. 또 국정원이 인터넷 회원 가입시 신분 위장,트위터 아이디 수시 삭제, 외부 활동 시 동일 장소 반복 이용 금지등의 지침을 만들어 운영한 사실, 외부조력자에게도 매일 지시를 하달하여 매월 300만원을 지급한 사실을 공개했다. 다음날 검찰은 원세훈이 외부 조력자를 동원하고 관리와 활동비 지급을 하라고 직접 지시한 정황이 확인되어 수사를 벌이고 있다고 밝혔다.
9월 2일 원세훈의 2차 공판이 열렸다. 이날 민병주 심리전단장이 증인으로 출석하였다. 이날 재판에서 증인 민병주는 원세훈의 지시로 사이버 활동을 했다고 시인했다. 검찰은 종북의 기준이 뭐냐고 추궁하자 민병주는 답을 하지 못하였다. 검찰은 기준·범위 없이 공작부서 임의로 진행될 경우 100% 선거 개입이 이뤄질 수 있다고 말하였다. 민병주가 국정원 여직원에게 중간수사발표 직후와 대선 개표 완료후 문자를 보내 덕분에 대선 결과를 편히 봤다는 문자를 보낸 사실이 공개됐다.
9월 6일 김용판의 3차 공판이 열렸다. 검찰은 12월 15일 오후 8시 30분쯤 서울경찰청 관계가들이 수사결과 축소를 논의한 수첩을 공개하였다. 이것은 12월 16일 오후 9시쯤 중간발표를 계획하고 준비했다는 김용판의 주장과 배치된다. 이날 증인으로 나온 대선 당시 수서서 지능팀장이었던 김성수 경기광주경찰서 지능범죄팀장은 검찰 진술을 번복하고 세부적인 질문에 모른다고 대답하여 재판부는 '모른다'고 답변할 수 있지만 당연히 알만한 사실도 진술하지 않으면 오히려 '발뺌하고 뭔가 숨기려 한다'는 느낌이 들 수 있다라고 지적하였다. 이날 검찰은 메신저 기록등을 근거로, 축소된 4개 키워드를 수서서로부터 전달받기 전인 12월 16일 오전 6시 이전에 이미 서울청에서 분석결과보고서 초안을 작성하고 있었다고 밝혔다. 또한 서울청이 시행한 분석과 같은 포렌식으로 키워드 개수별 검색시간을 확인한 결과 처음에 수서서에서 요구한 100개 키워드 분석시간은 서울경찰청에서 축소시키 4개 키워드 시간의 1.46배에 불과하다고 밝혔다.
9월 9일 원세훈의 3차 공판이 열렸다. 검찰은 국정원 심리전단이 북한에 대한 활동을 했다는 그들의 주장과 다르게 일베저장소사이트의 대선동향을 보고한 사실을 공개하였다. 또한 심리전단을 담당한 이종명 전 3차장이 2012년 12월 11일 김용판과 저녁식사를 가지고 11일·14일·16일 경찰 발표전 3차례 전화통화를 가진 사실을 공개했다. 11일은 김하영이 경찰에 신고된 날, 14일은 경찰이 임의제출받은 노트북을 분석하기 시작한 날, 16일은 중간수사결과가 발표된 날이다. 이종명은 증인으로 출석하여 2008년 미국산 쇠고기 반대집회, 최문순 강원도지사 당선, 접경지역 주민의 대북전단살포 반대가 북한이 심리전을 편 결과에 의한 것이라고 주장하였다.
원세훈은 서울중앙지법 형사합의21부(이범균 부장판사)에서 대선정치개입과 뇌물수수 혐의에 대해서 재판을 받고 있다. 다만 두사건을 병합하지 않고 따로 진행하고 있다.
9월 16일 원세훈의 4차 공판이 열렸다. 검찰은 증인들에게 심리전단이 안보와 무관한 개그콘서트의 인터넷 글을 보고한 사실, 2012년 12월 김하영이 오피스텔에 대치하고 있을 때 이는 민주당이 선거를 주도하기 위해 벌인 감금이라는 글을 심리전단에서 올린 사실에 대해 추궁하였다.
원세훈에 대한 5차 공판은 9월 23일 열렸다. 이날 공판에는 국정원 직원 김하영이 증인으로 출석하였다. 이날 공판에서는 국정원 직원 김하영이 상관의 존재를 숨기기 위해 외부조력자에 대해 경찰에서 허위 진술을 한 사실이 드러났다. 심리전단이 곽노현과 무상보육에 대한 지시를 받아 글을 올린 사실이 확인됐다. 재판장이 북한의 선전·선동이 있었느냐고 질문하자 뚜렷한 답변을 내놓지 못하였다. 김용판에 대한 5차공판은 9월 27일 열렸다. 이날 공판에서 CCTV 영상을 통해 서울청이 증거 분석 도중 30만 건 접속 기록중 10만건만 분석하고 20만건은 묵살한 사실을 공개했다. 이 내용은 '김씨 접속 기록을 전수 조사했다'는 중간수사발표와 배치된다. 또한 분석관들은 여론공작관련 글을 발견한 뒤 마이크를 줄이려고 시도하였다.
9월 23일 서울고등법원 형사29부는 국정원 관련자에 대한 재정 신청에서 이종명 전 국가정보원 3차장과 민병주 전 국정원 심리전단장을 공소제기하라고 명령하고 직접 사이버 활동을 한 직원 2명과 조력자 1명은 상급자의 지시 등에 따라 사건에 가담했고 일부 수사가 진행 중인 점을 이유로 신청을 기각했다. 민주당의 재정신청을 받아들인 것으로 재판부는 사퇴한 후보는 재정신청권자가 아니라고 결정했다. 검찰은 곧 기소 절차를 밟기로 하였다.
9월 30일에는 원세훈의 6차 공판이 열렸다. 3팀 5파트장 이규열은 자신이 직접 올린 야당 비방글이 지시에 따른 것이 아니라고 진술하며 이명박을 옹호하는 '오빤 MB스타일'동영상을 올리라는 상부의 지시를 받아 인터넷에 올렸다고 진술하였다. 민간인조력자 이정복은 일베저장소의 글을 포털에 퍼날랐다고 진술하였다. 이 전 파트장이 사이버상 방첩활동을 하면 돈을 주겠다고 하여 글을 올렸다고 진술했다. 또한 국정원으로부터 교육 책자등은 받지 않았지만 파트장으로부터 방향의 맞으니 계속하라는 등의 지시를 받았다고 증언했다. 검찰은 파트장에 대한 증인 신문에서 심리전단이 일베저장소에 대해 만든 보고서에서 안보와 상관 없는 분야가 다수를 차지한다고 공개하였다.
10월 7일에는 원세훈의 7차 공판이 열렸으며, 국정원 이종명 잔3차장과 민병주 전 심리전단장이 기소되었다.
10월 14일에는 원세훈의 8차 공판이 열렸다. 이날 공판에는 원세훈을 2013년 3월 민주당을 대리하여 고발한 이광철 변호사가 증인으로 출석하였다. 원세훈은 고발장에 첨부된 원장님 지시·강조말씀이 검찰이 압수한 것과 다른 부분이 있다고 하여 고발 대리인에 대해 문제를 제기했다. 2012년 11월 23일 원자력 발전에 대한 홍보를 지시한 내용이 고발장에는 'IAEA 사무총장이 원전 활용하는 것은 현명하다고 말했다고 홍보할 것'이라고 나와있지만 원래 'IEA', '홍보할 필요가 있음'으로로 지시했다고 주장했다. 오늘의유머관리자 이호철도 증인으로 출석하여 국정원 직원으로 추정되는 사람들이 오늘의유머 사이트에 추천 테러를 가한것에 대해 증언하였다. 동일한 아이디로 반대클릭이 집중된 '반대 테러'가 일어난 것을 확인한 이후 한 아이디당 하루 반대 클릭 횟수를 5회 이하로 제한하자 11월부터는 2~3일 전에 작성된 정치·시사 이슈와 무관한 게시글들이 갑자기 집중적인 추천을 받아 베스트로 갔다고 증언했다. 10월 18일 서울중앙지검 특별수사팀은 법원에 국가정보원 직원들의 조직적인 트위터 정치선거개입을 확인하여 공소장변경신청서를 제출했다.
10월 15일 이종명과 민병주의 첫 공판준비기일이 열렸다. 재판부는 둘은 원세훈과 공범으로 기소됐으므로 병합해서 진행하는 게 원칙이라고 말하였다. 이종명의 변호인은 병합을 원한다고 말했고 민병주의 변호인은 반대하지 않는다고 말하였다. 두 변호인은 최소한의 반대신문기회를 달라고 요청하였다. 재판부는 추가신문을 한 뒤 11월 중순부터 이종명·민병주의 재판을 원세훈의 재판에 병합하기로 결정했다.
10월 21일 서울중앙지법에서 열린 원세훈의 공판에서는 공소장 변경 신청에 대해 검찰과 변호인의 의견이 엇갈렸다. 검찰측은 공소사실과 포괄일죄라는 입장, 변호인측은 별개의 범죄라는 입장을 보였다. 별개의 범죄라면 공소시효가 지나 처벌할 수 없다. 재판부는 28일까지 양측으로부터 의견서를 제출받아 30일 공판을 열어 결정하기로 했다. 10월 28일 수사팀장이 교체된 상황에서도 검찰은 공소장 변경 신청을 유지하는 입장을 밝혔고 10월 30일 승인되었다.
11월 4일 원세훈·이종명·민병주에 대한 재판이 열렸다. 임신으로 불참했던 황 아무개 직원이 증인으로 참석하여 진술을 번복했는데 재판장은 재판 진술의 신빙성에 의문을 제기했다. 그녀는 원세훈에 대한 검찰수사때 자신이 참고인으로 진술한 진술조서의 내용을 알아봤다고 시인하였다. 진술조서는 검찰과 재판부, 원세훈의 변호인만 열람할 수 있다. 검찰은 증인 황씨가 ‘82쿡’과 ‘맘스홀릭’에서 활동한 사실을 추가 공개했다. 한편 재판부는 원세훈·이종명·민병주가 어떻게 트위터 활동에 대해 지시관계에 있었는지 검찰에 증거를 보강할 것을 요구했다. 11월 6일에는 이종명·민병주에 대한 공판이 열렸다.
11월 18일 원세훈·이종명·민병주에 대한 14회 공판이 예정되었지만 변호인의 요청으로 25일로 연기되었다. 11월 20일 밤 검찰은 국가정보원 심리정보원 직원들이 120만건의 트위터를 유포한 사실에 대해 공소장 추가 신청을 냈다. 재판부는 이에 따라 22일 추가로 기일을 잡아 논의하기로 했다. 22일 원세훈에 대한 공판에서 원세훈의 변호인측은 공소장변경신청서에 121만건의 트위터 글을 누가 올렸는지 등이 나와있지 않았다고 문제를 제기했다. 검찰측은 국정원 직원의 실명을 누출하는 것이 부적절해서 그랬다고 답하며, 재판부의 판단에 따르겠다고 답했다. 이에 따라 재판부는 각각의 트윗을 남긴 실행위자를 밝히고 트윗들을 내용 단위로 정리할 것, 정리한 자료를 26일 오전까지 변호인에게 전달할 것을 명하였다. 재판부는 25일 공판을 취소하고 28일 다음 공판을 열어 공소장 변경여부를 결정하기로 했다.
11월 28일 재판부는 공소장 변경을 허가하였다. 12월 5일 공판에서 검찰측은 국정원 직원들이 트위터글을 대량으로 확산하는 프로그램의 이용법을 공유한 사실과 특정인의 트위터에 올라온글을 자동으로 유포하는 프로그램을 사용한 사실을 공개했다. 원세훈은 트위터 계정에 대한 증거 수집이 개인정보보호법에 어긋난다고 주장했다. 검찰은 트위터에 가입할 때 '스스로 공개한 트위터 활동의 재사용을 허락한다'는 약관에 동의했기 때문에 문제가 되지 않는다고 반박했다. 이날 검찰은 국가정보원에서 2653개 아이디로 트위터 글을 2200만개나 올린 사실을 확인했지만, 100여만건을 빼고는 재판일정에 맞추어 선거/정치 개입글을 분석할 시간과 인력이 부족하여 121만건을 먼저 기소했다고 밝혔다.
12월 9일 공판에서 증인으로 나온 국정원 직원은 파트원끼리 모인 상태에서 파트장이 이슈 및 논지를 시달받았다고 시인했다. 또 국정원이 직원들이 작성한 트위터 글과 리트윗 개수, 팔로어 수를 보고해올 것을 요구해 보고했다고 증언했다.
2014년 9월 11일 서울중앙지법 형사합의21부는 국가정보원법 위반과 공직선거법 위반 혐의로 기소된 원 전 원장에 대해 징역 2년6월에 집행유예 4년, 자격정지 3년을 선고하였다. 재판부는 원 전 원장의 국정원법 위반을 인정하였으나, 공직선거법위반 혐의에 대해서는 무죄를 선고하였다. 서울고등법원 형사6부는 2015년 2월 9일 항소심 선고 공판에서 공직선거법 위반 혐의도 유죄로 인정하여 징역 3년, 자격정지 3년을 선고하고 법정구속하였다. 대법원 전원합의체는 2015년 7월 16일 원심이 증거능력에 대한 법리를 오해하고 사실관계를 잘못 판단한 오류가 있다며 사건을 파기환송하였다.
파기환송심은 원세훈에게 징역 4년 실형과 공직선거법 유죄를 인정했으며 2018년 4월 9일 확정되었다.

### 김용판 재판
7월 19일 김용판의 1차 공판준비기일은 서울중앙지법 형사21부(재판장 이범균) 심리로 열렸다. 김용판은 국정조사가 끝나는 8월 21일 이후로 재판을 연기해달라고 요청하였다. 김용판은 공소사실에 대한 입장을 밝히지 않았다. 검찰은 재판을 일부러 끌려는 것이라고 말하였다. 재판부는 김용판에게 1주일 내로 공소사실에 대한 입장을 제출하라고 요구하였다.
8월 14일은 김용판의 2차 공판준비기일이었다. 김용판은 국회 청문회에는 출석하지 않고 공판준비기일에만 출석하였다. 이날 공판에서는 권은희 전 수서경찰서 수사과장, 이광석 수서경찰서장 등에 대한 검찰측의 증인신청이 채택되었다. 김용판에 대한 첫 번째 공판기일은 8월 23일 오후 2시로 잡혔다.
8월 23일 김용판의 1차 공판이 열렸다. 김용판은 변호인을 통해 압수수색 재검토 지시는 김기용 전 경찰청장이 하였다고 말하였다. 검찰은 국정원 직원이 업무용 노트북에서 파일 187개를 복구할 수 없도록 삭제하고 이를 국정원 본부에 보고하였다고 밝혔다. 그리고 김용판이 국정원 직원의 요청에 따라 분석범위를 제한했고 아이디와 닉네임, 찬반, 이정희 후보 비방등은 국정원 직원의 요청범위가 아니라며 찾고 나서도 발표에서 제외한 사실을 지적하였다. 그리고 국정원이 경찰청의 중간수사발표 11분후 보도자료를 내놓아 국정원이 공조한 흔적을 언급했다. 검찰은 복구된 파일은 국정원 직원이 받은 이메일의 첨부파일로 임시파일으로 생성된뒤 자동으로 삭제되어 국정원 직원이 복구할 수 없도록 삭제하지 못하였다.
8월 30일 김용판의 2차 공판이 열렸다. 권은희는 증인으로 출석하여 김용판이 화를 내며 압수수색 영장을 신청하는 것을 막았다고 증언했다. 또한 김병찬 서울경찰청 수사2계장이 '피고발인이 동의한 파일만 분석해야 한다'며 김하영을 증거분석에 참여시키려해 항의했다고 말하였다.또 김병찬 수사2계장이 사회 혼란이 온다는 이유로 증거분석 자료를 송부해주지 않아 수사에 큰 차질을 빚었다고 증언했다. 또 김용판 당시 서울지방경찰청장이 2012년 12월 중간수사결과 발표 직전 이광석 수서경찰서장에게 전화하여 '분석결과 아무것도 나온 것이 없다. 내가 책임진다, 발표하자'라고 말했다고 전해들었고 아이디와 닉네임 40개를 받아 검색하여 선거개입 댓글과 게시글을 찾아낸 사실을 이광석 서장이 보고받자 '서울청이 나를 죽이려 하는 구나'라고 말했다고 증언하였다.
검찰은 국가정보원 관련자들의 통화내역을 법원에 제출하였다. 차문희 2차장은 직속상관인 원세훈 원장과 새누리당 소속 서상기 정보위원장에게 통화를 했고 국가정보원의 서울경찰청 담당 연락관 안모씨는 서울경찰청 수사책임자 여러명과 통화를 했다. 연락관 안모씨는 박원동 국장에게, 박원동 국장은 차문희 전 차장에게 연락을 한 사실을 확인했다. 박원동 3차장은 박근혜 후보 종합상황실장을 당시 지낸 권영세 현주중대사와 김용판에게 연락하였다.
9월 17일에는 김용판의 4차 공판이 열렸다. 이광석 당시 서울수서경찰서장이 증인으로 출석하였다. 이광석은 강남권 경찰서를 담당한 국정원 직원 신 모가 사건이 터진 이후부터 중간수사발표일까지 10차례 자신에게 수사진행상황을 전화로 물어왔다고 증언했다. 이광석은 서울경찰청장(김용판)과 서울경찰청 수사과장, 경찰청 지능과장이 자신에게 전화를 걸어 김하영에 대한 압수수색 신청 영장 보류를 요청했다고 증언했다. 또한 조작이 있을 것이라고 생각하지 못하여 믿고 발표했다고 증언했다. 또한 인터넷 사이트와 아이디를 제출받았다면 그런 발표를 하지 않았을 것이라고 말했다. 검찰은 서울경찰청이 허위의 중간수사발표를 한 증거로 허위로 작성된 예상 질의·답변서를 공개하였다. 김용판은 자신을 변호하기 위해 2013년 1월 김하영의 휴대전화 압수수색 영장을 신청한 뒤 검찰로부터 받은 수사지휘서를 공개하였는데 이는 경찰의 기밀문서여서 검찰은 입수 경위를 밝힐 것을 요구하였다.
10월 10일에는 김용판의 6차 공판이 열렸다. 검찰은 서울경찰청이 12월 18일과 19일 수서경찰서에 보낸 분석 결과에 대해 공개하였다. 검찰은 서울경찰청이 수서경찰서에 인터넷 접속 기록에 대한 분석 내용을 보낼때 하이퍼링크 기능도 설정하지 않아 실제 국정원 직원이 방문한 사이트를 확인하기 어렵게 보냈고, 임시인터넷파일은 인코딩을 하지 않은 코드상태로 보냈다고 밝혔다. 김용판측은 목록에 있는 인터넷 주소를 복사해 인터넷 브라우저에 들어가보면 된다고 반론하였다. 검찰은 다른 의미있는 자료는 보내지 않았다는 것이 본질이라고 재반론하였다.
이날 검찰은 김병찬 서울경찰청 수사2계장이 사건당시 국정원과 통화를 했다고 공개하였다. 이는 서울경찰청의 전체 간부가 중간수사발표 이전 국가정보원과 통화한 것이 된다.

10월 18일 열린 김용판에 대한 8회 공판에서 검찰은 분석관들의 검찰 진술과 CCTV를 통해 발견된 모든 자료를 수서경찰서에 넘겨야 한다는 의견이 묵살된 사실, 수사결과 보고서에 서명하기를 분석관들이 꺼렸던 사실을 공개했다.
10월 24일 공판에서는 김용판 전 서울지방경찰청장에 대한 재판 증인들이 말을 맞춘 정황이 드러났다. 또한 경찰 수사 과정에서 정부 홍보글 퍼나르기가 묵살된 사실이 드러났다.
11월 14일 김용판에 대한 공판이 열렸다. 재판부는 21일 마지막 증인신문과 12월 12일 공판기일을 가진 뒤 12월 19일 선고하기로 했다.
마지막 결심공판은 12월 26일 열렸다. 검찰은 징역 4년을 구형했다. 김용판은 증거 분석 범위에 대한 발표이기 때문에 잘못이 없다고 주장했다.
2014년 2월 6일 선고에서 재판부는 권은희의 진술이 사실과 맞지 않는다, 수기 보고는 보안 목적에서 그렇게 할 수 있는 일이다 등의 근거로 무죄를 선고하였으나 사실관계를 확인할 수 없는 부분에 대해서 잘못 판단하거나, 쟁점에 대해 판단을 회피하는 등의 오류가 나타났다는 지적이 있다. 내선전화 기록을 확인하지 않고 휴대전화 기록만으로 전화가 없었다고 단정하여 권은희의 다른 진술의 신빙성을 낮게 보거나, 12월 17일 브리핑에 대해 분석관과 김용판의 주장대로 당시 분석관이 판단했다고 하는 '임의제출에서 제출자가 말한 분석범위에 따라 발표했다'와는 발표내용이 일치하는지 판단하지 않았다. 휴대전화 여론조사에 따라 김용판이 유죄라고 보는지 무죄라고 보는지 여론조사를 실시한 결과 국민의 55%가 유죄라고 판단하고, 25%가 무죄 라고 판단하는 것으로 조사됐다.
6월 5일 김용판은 항소심에서 무죄를 선고받았다. 선고문에서 선거 전 발표 당시까지는 국정원이 선거에 개입했는지 명확히 밝혀지지 않았으므로, 수사결과의 축소 또는 은폐로 볼 수는 없다고 밝혔다. 한편 법원은 이날 ‘국가정보원 여론 조작 사건’과 관련된 증거를 삭제한 혐의로 기소된 서울청 사이버범죄수사대 증거분석팀장 심성원 경감을 법정구속됐다. 서울중앙지법 형사11단독 우인성 판사는 증거인멸 혐의로 기소된 박모 경감에 대해 징역 9월을 선고하고 법정구속했다(2013고단3139).

### 국고 손실 재판
문재인 정부 출범 이후 원세훈 등은 국고손실 혐의로 기소되었다.

### 지논 파일 작성 혐의 직원 재판
2018년에 425지논, 시큐리티 파일 작성 혐의를 받는 국정원 직원이 기소됐다.

### 김병찬 재판
공소시효 하루를 남기고 기소됐다.

### 남재준 등 수사 방해 국정원간부 재판
가짜 사무실, 위증교사로 기소됐다.

## 대통령 여야 당대표 3자 회담
국정원 사건에 대한 여야회담은 국정조사가 진행 중이던 7월 말 처음 제안됐다. 7월 27일 황우여 새누리당 대표는 김한길 민주당 대표에게 모든 정치 현안을 토론하자며 대표회담을 제의하였다. 그러나 7월 30일 여당내 이견, 정당간의 이견등으로 무산되었다. 8월 3일 민주당 김한길 대표는 국정원 사건에 대하여 대통령과의 영수회담을 제의하였다. 8월 5일 황우여 새누리당 대표는 여야 대표와 대통령의 3자회담을 제의하였다. 청와대는 8월 6일 대통령, 여야대표, 여야원내대표가 참여한 5자회담을 제의하였다. 민주당은 청와대의 5자회담 제의는 국정원 사건을 매듭짓고 대신 취득세 문제, 부동산 문제등에 대한 대화를 하려는 것으로 보았다. 이에 따라 김한길 대표는 5자회담 제의는 현 정국의 심각성을 고민한 결과가 아닐것이라며 양자회담을 요구하였다.
결국 2013년 9월 16일 오후 국회에서 박근혜 대통령과 새누리당 황우여 대표, 민주당 김한길 대표의 3자 회담이 열렸다. 3자 회담에서는 국가정보원 사건, 채동욱 검찰총장 사건, 민생 문제등이 논의되었다. 그러나 박근혜가 '국민공감대 하에 증세 할 수 있다' 발언한 것 이외에 국정원 사건을 포함한 정치 현안과 경제 현안에 대해 서로간의 입장이 평행선을 달렸다.

## 조사·수사 방해 활동

### 국정원의 증거인멸
2012년 말, 2013년 초에 인터넷 포털사이트에서 국정원 직원이 사용한 것으로 보이는 아이디 수백개가 탈퇴하고 글을 삭제했다. 서버에는 게시글이 삭제되면 보관되지 않는다. 보안수칙을 생명으로 하고 활동 중 흔적을 남기지 않도록 교육받은 국정원 직원들이 국정원 여직원 사건으로 4개월간 경찰 수사 받은 후에도 지우지 못한 흔적을 검찰이 찾은 것이다.
또, 뉴스타파는 국가정보원에서 만든 것으로 추정되는 트위터 계정에 대해 3월 18일 공개하였다. 뉴스타파는 이후 호외를 통해 이들 계정 중 언론 보도에서 아이디가 노출된 계정을 중심으로 그날 아이디가 삭제된 사실을 공개하였다. 65개중 48개는 2012년 12월 11일에 삭제됐고 남은 17개중 8개가 2013년 3월 18일에 삭제됐다. 한편 사이트에 게시한 글이나 댓글들을 국가정보원측이 삭제한 사실은 6월 최종 수사발표에서 확인되었다.
남북공동선언 실천연대에 대해 수사 지휘하여 이적단체로 만드는 등 공안검사였던 서울고등검찰청 변창훈 검사가 영장실질심사가 예정된 2017년 11월 6일 심리 30분 전에 자살했다

### 서울지방경찰청의 수사 개입
4월 19일 사건수사에 대해 잘 아는 한 경찰관은 연합뉴스와의 전화 인터뷰에서 수사 초기 서울지방경찰청이 수사에 개입하였다고 폭로했다. 그날 오후, 수사 개입을 폭로한 경찰관은 수사 초기 수서경찰서 수사과장으로 지내다가 2013년 2월 송파경찰서 수사과장으로 전보된 권은희 수사과장으로 드러났다.
서울수서경찰서는 2012년 12월 13일 김하영의 컴퓨터에서 대통령선거와 연관된 키워드 78개를 발견해 분석을 의뢰했으나 서울지방경찰청이 키워드를 4개로 줄이라고 지시하였다. 또 서울지방경찰청은 국가정보원의 행위에 대해 불법선거운동을 연상시키는 용어를 사용하지 말라는 지침을 하달했다.
서울지방경찰청은 새누리당, 박근혜, 민주통합당, 문재인의 네개의 키워드만을 이용해 김하영의 컴퓨터를 분석했다. 이 단편적인 결과는 12월 16일 이광석 서울 수서경찰서장이 수사팀의 검토를 거치지 않은채 서울지방경찰청이 제공한 보도자료 그대로 발표되었다. 분석 내용은 이틀뒤인 대선 하루전 18일에야 도착했다.
국가정보원 직원 김하영이 사용한 아이디와 닉네임이 담긴 하드디스크 분석 자료를 대선 전날인 12월 18일 오후 7시 35분에 수서경찰서에 넘겼다. 그것도 권 과장등 수사팀이 자료를 주지 않는 것에 대해 항의한 끝에 넘긴 것이다. 4월 20일 서울지방경찰청은 서울수서경찰서 국가정보원 사건 수사팀에 대하여 전화를 한 사실을 시인하였다.
서울지방경찰청은 대통령 선거 직전 국가정보원 김하영의 하드디스크를 조사할 당시 김하영이 오늘의유머의 운영방식에 대해 작성한 메모를 발견했음에도 보도자료와 수사보고서에 포함시키지 않았다. 검찰 수사 결과 김용판 서울지방경찰청장의 지시에 따라 분석팀에게 '국정원의 개입 의혹을 해소해주는 발표 방안을 강구하라'고 지시하고, 실제로는 국정원 여론 조작의 증거를 발견하고도 발견하지 못했다는 허위 수사발표를 작성하는 등 은폐한 사실이 확인되었다.

### 서울지방경찰청의 선거직전 새누리당에 수사내용 유출 의혹
새누리당 박근혜 당시 후보의 선대본부장을 맡은 김무성은 마지막 TV토론 당일인 2012년 12월 16일 정오 당사에서 열린 브리핑에서 국정원 여직원 1차 컴퓨터 조사에서 아무것도 발견하지 못했다는 정보가 있다고 말하였다. 한편 박근혜는 그날 저녁 열린 TV토론에서 증거가 발견되지 않았다고 발언하였다. 토론회는 오후 10시에 끝났다. 새누리당 박선규 대변인은 9시 40분부터 TV토론을 평가하는 생방송 스튜디오에 들어가 있었고 TV토론이 끝난 이후인 10시 40분 '아마 제 생각에는 국가적인 국민적인 관심이 있기 때문에 조사결과가 오늘 나올 겁니다'라고 발언하였고 오후 11시에 서울지방경찰청이 증거가 발표되지 않았다고 발표하였다. 이에 대하여 새누리당에 경찰이 수사 내용을 누출했을 가능성이 제기되었다. 또한, 김무성이 당사에서 브리핑을 했을 당시에는 서울수서경찰서와 서울지방경찰청간에 하드디스크 키워드 조사 범위에 대해 100여개냐 4개냐의 대립이 있던 상황이었다. 이에 따라 새누리당에 유출했을 뿐 아니라 미리 서울경찰청에서 4개의 키워드로 조사를 한 뒤 '댓글이 없다'는 발표를 위하여 4개의 키워드를 조사 범위로 할 것을 관철시키고 이를 유출했거나, 경찰에서 '댓글이 없다'는 결론을 내기로 하고 키워드를 줄였을 가능성이 제기되었다.

### 법무부청와대의 검찰 수사 개입 논란
한편 2013년 6월 초에는 법무부와 청와대의 검찰 수사 개입 의혹이 제기되었다. 2013년 5월 초부터 6월 초까지 황교안은 원세훈 (1951년)의 구속 영장 청구 및 공직선거법 적용에 대해 재검토를 요구하여 특별수사팀 (팀장 윤석열)의 구속영장 청구와 공직선거법 적용이 늦어졌다. 4월 30일 민주당은 청와대 민정수석인 곽상도가 수사에 압력을 가했다는 주장을 제기하고, 청와대가 권력전횡을 하지 말것을 촉구했다. 민주당 신경민 의원은 6월 10일 국회대정부질문에서 곽상도가 검사들의 회식하던 도중 전화를 걸어 '니들 뭐하는 사람들이냐'등의 힐난을 하여 압력을 넣은 것에 대해 황교안 법무부장관에 대해 질의하였다. 황교안은 자신은 모른다고 답하였으며 곽상도는 이후 사실이 아니라고 해명했다.

## 관련 사건
표창원 전 경찰대 교수가 자신의 블로그에 국가정보원 직원의 대선 여론조작 사건에 대해 미국의 워터게이트 사건과 닮은 꼴이라 주장했다. 사건의 진상이 드러난 뒤, 민주당도 이 사건을 워터게이트 사건과 같은 꼴이라는 입장을 밝혔다.
표창원 전 경찰대 교수가 권영진 여의도연구소 부소장과의 설전에서 국가정보원 직원의 대선 여론조작 사건에 대해 “(미국의) 워터게이트 사건이나 1987년 용팔이 사건과 닮은 꼴”이며 "국정원 직원이 여론조작에 개입했다면 워터게이트보다 더 불법적인 사건"이라고 주장했다.

### 십알단 윤정훈 연루 의혹
십알단은 윤정훈목사가 운영하였다고 하는 새누리당측의 SNS 여론 조작 그룹이다. 12월 13일 선거관리위원회는 영등포구 여의도동의 한 오피스텔에서 새누리당 관계자로 추정되는 인물들이 PC여러대로 작업하는 장면을 포착했다. 이곳에서는 박근혜 명의의 임명장과 새누리당 SNS 미디어본부장 명함이 발견됐다. 십알단이라는 이름은 십자군 알바단의 준말로 나는꼼수다가 리트윗을 통한 여론 조작 의혹을 제기하며 이 집단에 붙인 이름이다.
한편 나는꼼수다에서는 윤정훈이 '국정원이 지원하고 있다', '공짜로 하는게 아니다'라고 발언한 녹음을 공개했다. 윤정훈은 녹음된 발언이 자신의 목소리라는 것은 시인하며 국정일보, 국정방송의 발행인으로부터 지원을 받았다는 것을 잘못 말한 것이라고 주장했다. 국정일보는 새누리당 당원이 발행인으로 재직하고 있다.
2013년 5월에는 국가정보원 트위터 여론조작 의심 계정이 윤정훈의 트윗을 리트윗한 것이 확인되어 국가정보원 여론조작과 십알단이 연관성이 있을 가능성이 제기됐다.

## 시민 운동
부정선거진상규명시민모임은 2013년 2월 16일 오후 국정원의 선거개입을 부정선거라고 주장하여 규탄하는 집회를 열었다. 2월 24일에는 서울역 광장에서 집회를 열어 국정조사와 특검을 통해 국정원 여직원 사건의 의혹을 규명할 것을 촉구하였다. 3월 9일에도 덕수궁 대한문 앞에서 '부정선거 진상규명 위한 국정원 규탄 집회'를 개최하여 국정조사를 촉구하였다. 원세훈의 지시가 공개된후인 3월 23일에도 오후 중구 태평로 대한문 앞에서 국정원 선거 개입 규탄 집회를 열었다.
4월 19일에는 국정원 직원이 검찰에 송치된 것과 4·19 혁명일을 맞아 경제정의실천시민연합, 참여연대가 철저한 수사를 요구하는 논평을 냈다. 그리고 민주민생평화통일주권연대와 18대대선부정선거시민모임등 13개 단체가 원세훈의 구속을 촉구하고 국정원 권한을 강화시켜 국민을 통제할 수 있는 사이버테러방지법에 반대하는 기자회견을 수유동 국립 4·19민주묘지에서 열고 오후 7시 서울 중구 태평로 서울파이낸스센터 앞에서 '4·19정신계승 민주주의 수호 국정원 선거개입 규탄 및 진상규명 규탄대회'를 열었다.
5월 4일이후 국가정보원에 항의하는 정기적인 집회가 다시 열렸다. 5월 4일에는 서울역 광장에서 시위가 열렸고 이들은 18대 대선의 공직선거법 위반 공소시효가 끝나는 6월까지 매주 토요일 집회를 열 예정이라고 밝혔다.
'유권자권리를소중히여기는사람들의모임'은 이 선거를 부정 선거로 규정하고 대해 국제 연합에 진상을 조사하여 줄 것을 요구하는 청원을 냈다. '반값등록금국민본부', '함께 사는 서울연대' 등은 박원순과 반값등록금 문건을, '부정선거진상규명 시민모임'은 선거개입 활동에 대해 이명박당시 대통령, 원세훈 당시 국정원장, 김용판 당시 서울지방경찰청장을 내란음모로 고발했다.
2013년 6월 8일에는 부정선거진상규명시민모임이 서울 종로구 파이낸스센터 앞에서 국정원 정치공작을 규탄하는 퍼포먼스를 열었다. 이후, 여러 단체에서 국정원의 선거개입을 규탄하는 집회가 열렸다.
국정원의 여론 조작 활동과 김용판의 허위 중간 수사 발표가 확인된 이후 18대 대선이 부정 선거라는 의견, 박근혜가 대통령에서 하야해야 한다는 의견도 제기되고 있다.
표창원은 국정조사를 촉구하는 인터넷 서명을 6월 14일에 열어 10만 명을 채워 6월 19일 새누리당에 전달했다. 그는 6월 19일 20만명을 목표로한 인터넷 서명을 추가로 열었다.
국정원 여론조작 정치 대선 개입에 대한 진상이 검찰 수사를 통해 드러난 이후, 시국선언이 확산되고 있다. 시국선언은 7월 9일 오전까지 82개 단체에 이르었다.

### 시국 선언 운동

#### 대학생
서울대학교 학생들은 6월 20일 규탄 성명을 발표하고 7월 중 시국선언을 갖기로 6월 18일 결정했다. 우선 서울대학교 학생들은 6월 20일 대검찰청 앞에서 기자회견을 가졌다. 이화여자대학교, 경희대학교, 성공회대학교학생회도 시국선언문을 발표하였다. 숙명여자대학교는 21일 시국선언문을 발표하기로 했고 고려대, 연세대, 부산대는 시국선언 동참을 추진하고 있다. 이밖에 동국대와 가톨릭대 총학생회는 국가정보원과 경찰의 대선 개입 규탄 성명서를 냈다. 동덕여자대학교도 시국선언문을 20일 발표하였다. 성신여자대학교에서는 박근혜의 청년 조직에 참여한 장윤정 총학생회장이 시국선언에 미온적으로 여기자, 학생들이 자신은 정치적 활동을 하면서 시국선언을 정치적 활동으로 생각하는 총학생회장을 비판하며 국가정보원과 경찰의 민주주의 왜곡과 후퇴를 규탄하는 시국선언문을 발표하였다. 개인자격으로 학생 119명의 시국선언과 자연대 학생회의 시국선언이 있었다.
6월 24일에는 부산·경남지방의 부산대학교·한국해양대학교·창원대학교·경상대학교 총학생회와 동아대학교 사회대학생회가 오전 9시30분 부산대 앞에서 공동 기자회견을 통하여 국정원의 정치 개입과 경찰의 수사 축소를 민주주의를 침해한 범죄로 규탄하였다. 경희대학교 학생들은 24일 경희대 정문에서 회기역까지 국정원을 규탄하고 국정조사를 촉구하는 행진을 가졌다. 행진에는 경희의료원 직원들과 경희총민주동문회등 졸업생 단체도 참여했다. 또 경희대, 동국대, 성공회대 학생들은 오후 1시 반부터 명동 일대에서 플래시몹을 열어 국정원을 규탄했다.
카이스트 총학생회도 국정원 정치개입이 민주주의를 짓밟은 것으로 엄중 처벌과 재발 방지, 국정원 개혁을 촉구하는 시국선언을 6월 27일 발표하였다. 카이스트는 시국선언을 위해 설문조사를 진행한 결과 조사에 참여한 1천여명 가운데 86.9%이 국정원의 정치 개입에 문제가 있다고 답한 사실을 공개했다.
한편 취업포털 커리어는 6월 19일∼24일 대학생 405명을 대상으로 시국선언에 대한 찬반을 조사했다. 찬성의견은 61.5%, 반대의견은 21.7%였다.
법학전문대학원생들은 6월 24일 6개 대학 학생들이 국가정보원을 규탄하고 26일 17개 대학에서 규탄 성명을 냈다. 한편 국가정보원은 인하대학교에 시국선언에 대한 동향파악을 위해 인하대 총장실에 전화를 걸었다. 전화를 받은 교직원은 로스쿨 학생들이 국정원 규탄 성명서를 낸것을 알고 그 경위를 학생들에게 물어 사찰논란이 일었다.
6월 30일 한국예술종합학교의 학생은 학교 커뮤니티에서 시국선언문을 발표하여 국정원 선거 개입과 언론의 보도 행태를 비판하였다. 7월 2일에는 제주대학교 총학생회등 학생단체들이 시국선언을 내어 국가정보원과 경찰을 비판하고 엄정한 국정조사를 촉구했다. 7월 10일에는 광주교육대학교 총학생회가 시국선언을 내어 국가정보원과 경찰을 비판하고 진상규명을 촉구했다. 7월 11일에는 연세대학교가 시국선언을 냈다. 오후 2시 신촌캠퍼스 이한열 동산 앞에서 시국선언에 나선다. 인천대학교 학생 432인은 7월 18일 시국선언을 발표하였다. 8월 14일 고려대학교 학생 606인은 여의도 새누리당사 앞에서 시국선언을 발표하였다.
8월 30일 전북대학교학생들은 전북대학교 이세종 열사비에서 시국선언을 발표했다. 9월 12일 순천대학교학생들이 시국선언을 발표했다.

#### 종교계
이후 종교계로도 시국선언이 확산되었다. 천주교정의구현전국사제단을 비롯한 9개 천주교 단체도 국정원 대선개입과 검경의 축소수사를 규탄하고 국정조사를 촉구하는 시국선언을 냈다. 천주교 단체는 숨겨진 것은 드러나고 감춰진것은 결국 알려진다는 마태복음 10장 26절을 인용하여 이번 사건을 규탄했다. 그리고 불교단체인 실천불교전국승가회도 '국정원의 정치개입과 경찰의 축소 은폐에 대한 실천승가회 입장'을 발표하여 이 사건을 '국정원과 경찰이 민주주의를 무시하고, 오직 정권 재창출을 위해 자신들의 힘을 이용하여 부정을 저지른 것으로 워터게이트 사건과 3·15 부정선거를 능가한다'고 규정하는 선언을 내어 국정조사를 촉구했다. 개신교단체는 감리교를 중심으로 한 11개 단체가 가톨릭 단체들과 동일한 마태복음 10장 26절을 바탕으로 선거에 개입하고 민주주의를 유린한 것을 규탄하고 국정조사를 조속히 실시하고, 관련자들을 처벌하고, 박근혜 대통령이 국민 앞에 사죄할 것을 촉구하였다. 개신교계는 6월 25일 '국가정보원 선거 개입 기독교 공동대책위원회'를 발족하고 서울 중구 파이낸스센터 앞에서 기자회견을 열었다. 사죄촉구에 참여한 단체를 비롯하여 한국YMCA전국연맹, 한국기독교장로회 교회와사회위원회등 20개 단체가 참여했다. 대책위는 국정원 대선 개입과 조작된 수사 발표를 규탄하고 박근혜 대통령이 국민 앞에서 공개 사과할 것을 촉구했다. 7월 1일 오후 6시 불교계 13개 단체는 서울 종로구 보신각 앞에서 80여명의 종교인·신도 등이 참석한 가운데 '국정원의 헌법유린 규탄 시국법회'를 개최하였다. 7월 2일에는 한국기독자교수협의회가 '국정원의 선거 개입 등 권력의 민주주의 유린행위에 대한 시국선언'을 발표하였다.
7월 25일 천주교 부산교구 정의평화위원회 소속 사제 121명은 국정원의 대통령 선거 불법 개입에 대한 진상규명과 책임자 처벌을 요구하는 시국선언문을 발표하였다. 천주교 마산교구 신부 77인은 7월 29일 마산회원구 양덕성당에서 시국선언문을 발표했다. 광주대교구 소속 사제와 수도자 508명은 7월 31일 시국선언문을 발표했다.
인천교구 소속 사제들은 8월 7일 시국선언문을 발표했다.
천주교 대구대교구 정의평화위원회는 14일 오후 대구시 수성구 범어동 새누리당 대구시당·경북도당 앞에서 시국선언을 발표했다. 대구대교구 소속 신부 100여명을 비롯해 안동교구 소속 신부, 칠곡 성베네딕도회 왜관수도원 소속 수도자들이 참여했다.
천주교 대전교구 정의평화위원회는 대전 중구 가톨릭문화회관에서 대전·충남·세종지역 사제들이 참여하여 시국선언을 발표하였다.
천주교 원주교구 사제 57인도 8월 14일 시국선언을 발표하였다.
천주교 수원교구는 8월 20일 시국미사를 가진 뒤 시국선언을 발표하였다. 8월 21일 원불교 교무 229명은 여의도 새누리당 중앙당사와 전주시 풍남동 전북도당사 앞에서 시국선언을 발표하였다. 이날 기독학생회총연맹 동우회와 기독청년협의회 선배회에 속한 기독교인 916명은 서울 한국기독교회관 앞에서 시국선언을 발표하였다. 천주교 서울대교구 사제 262인도 시국선언을 발표하였다.
개신교 목회자들은 '국가정보원 선거개입 기독교 공동대책위원회'를 구성하여 1천120명이 참여한 '개신교 목회자 1천인 시국선언'을 8월 22일 발표하였다. 이날 대한예수교장로회 3개 노회 인권위원회는 국정원 광주지부 앞에서 국정원 대선 개입 규탄 기도회와 삭발식을 열고 시국선언을 하였다.
8월 26일에는 한국 천주교 수도자 4502명이 시국선언을 발표하였다. 8월 27일 천주교 제주교구는 제주 중앙성당앞에서 성직자 전원(사제 56명, 수도자 106명)이 참여한 시국선언을 발표하였다. 8월 29일 천주교 청주교구 118인은 시국미사를 진행한 뒤 시국선언을 발표했다.
9월 2일 천주교 춘천교구가 시국선언문을 발표하였으며, 9월 4일 의정부교구가 시국선언을 발표하여 대한민국의 천주교교구중 군종교구를 뺀 전부가 시국선언을 발표했다.
9월 9일 천주교 마산교구는 양덕성당에서 시국미사를 가진 뒤 새누리당 경남도당으로 이동하여 시국선언을 발표했다. 특검실시를 촉구했다. 또한 부산교구는 주교좌 중앙성당에서 시국미사를 가진 뒤 2차 시국선언을 발표했다.
9월 11일에는 천주교 신도 11350명이 서명한 시국선언이 여의도 새누리당사 앞에서 발표되었다.

#### 시민 사회 단체
광주광역시의 시민단체들은 2013년 6월 24일 국정원 광주지부앞에서 기자회견을 갖고 국정원의 대선개입을 규탄하고 국정조사를 촉구하였다. 그리고 26일 시국선언을 내고 28일 전국동시 촛불집회를 열기로 했다. 세종특별자치시의 시민단체들도 24일 오전 11시 정부세종청사 앞에서 국정원 규탄 시국선언을 내고 국정원, 경찰의 행위를 수장 개인의 행위를 넘어선 국가기관이 조직적으로 개입된 사건으로 규정하고 책임자 처벌과 국정조사를 촉구했다. 연세대·이화여대·서강대 등 서울 신촌 지역 3개 대학의 교지 편집위원회는 공동 호외를 통해 국정원의 선거 개입을 민주주의의 훼손으로 비판하였다. 대구지역 시민사회단체 등 24곳도 이날 새누리당 대구시당 앞에서 공동기자회견을 열어 국정원을 규탄하고 국정조사를 촉구하였다. 강원도에서도 25일 오전 강원도청 앞에서 국정원의 대선 개입 진실 규명과 국정조사를 촉구하는 시국선언이 열렸으며 인천광역시에서도 25일 인천시청앞에서 국정원의 대선개입과 경찰의 은폐·왜곡을 민주주의 파괴행위로 규탄하는 기자회견이 열려 정부의 사과,원세훈·김용판 처벌, 국정조사를 촉구했다. 제주특별자치도에서도 제주주민자치연대 6월 25일 이사건을 3·15 부정선거의 2012년판이라 규정하고 박 대통령의 입장 표명과 관련자 처벌, 국정조사를 요구하는 시국선언을 냈다.
6월 26일에는 퇴직 경찰관 단체 '무궁화클럽' 회원들이 26일 경찰청 앞에서 기자회견을 통해 수사 은폐·축소의 책임자 전원을 처벌할 것을 촉구하는 시국선언을 냈다.
6월 27일에는 국가정보원 충북지부 앞에서 국정원 불법 대선개입과 경찰의 은폐를 규탄하는 기자회견이 열렸다. 전북지역 34개 시민사회단체들은 국가정보원 전북지부 앞에서 국정원 불법 대선개입과 경찰의 은폐를 규탄하였고, 국정원 대선개입에 대한 국정조사를 NLL관련 남북정상회담기록을 공개해 물타기를 시도하며 국가기밀마저 누설한 것도 규탄했다. 또 209곳의 시민사회단체가 서울 중구 정동 프란치스코 교육회관에서 국정원 진상 규명을 촉구하는 긴급 시국회의를 열어 시국선언문을 채택하고 28일 금요일 저녁 8시에 서울 광화문 동화면세점 앞을 비롯한 전국에 촛불 집회를 개최하고 참여하기로 했다. 이날 오후 전국농민회총연맹은 서울 광화문 광장에서 국정원 대선 개입의 진상을 규명하고 박근혜 대통령이 책임질 것을 촉구하는 시국선언을 열었다.
7월 1일에는 보령시의 시민단체 8개가 시국선언을 냈다. 또한 한국여성단체연합, 전국여성연대 등 여성단체가 낮 12시 서울 광화문에서 국정원의 정치개입과 이를 무마하기 위한 남북정상회담 회의록 공개를 규탄했다.
치과의사 170여명이 참여한 건강사회를위한치과의사회는 6월 27일 국정원의 대선개입과 수사은폐, 새누리당과 국정원의 NLL 물타기를 비판하는 시국선언을 발표하였다.
7월 10일 한국민주청년단체협의회 전국동지회는 시국을 규탄하는 성명서를 발표하였다. 홍만희 회장은 성명서를 발표하던 중 스스로 목숨을 끊었다. 국가정보원 직원이 호남을 비하하는 댓글을 단 행위 등에 격분하며 괴로워해왔던 것으로 전해졌다.
의사·약사 등 보건의료인은 7월 17일 시국선언문을 발표하였다.
장애인 활동가 418인은 8월 1일 광화문광장에서 시국선언문을 발표했다.
음성군의 시민단체, 종교단체들은 8월 21일 시국선언을 발표하였다. 제주특별차치도의 25개 시민단체는 8월 23일 제주도청 도민의방에서 시국선언을 발표했다. 서귀포시민 801명은 8월 29일 시국선언을 발표했다.
9월 9일에는 '국정원 선거개입 규탄 및 진상규명 촉구 충남시국회의' 246명이 시국선언을 발표하였다. 부산·울산·경남 지역의 원로들도 시국선언을 발표하였다.
10월 11일 여의도 새누리당사 앞에서 문학인 104명은 국정원 사건의 특검 개최와 박근혜 대통령과 황교안 법무부 장관이 사퇴할 것을 촉구하는 시국선언을 했다.

#### 노동자
금속노조 현대자동차지부, 울산지부는 6월 28일 국정원의 대선개입은 민주주의를 유린한 것으로 박근혜 대통령도 책임질 것을 요구하는 시국선언을 냈다. 7월 17일에는 경상남도지방의 비정규직 1만명이 노동조합 지부의 의결형태로 동참한 시국선언이 발표되었다. 이날 서울 광화문 광장 이순신 동상 앞에서 운수노동자들도 시국선언을 발표하였다. 7월 26일 제주특별자치도 노동자 976명은 제주도청 도민의 방에서 시국선언을 발표했다. 8월 22일 비정규직 노동자 25개 단체는 덕수궁 대한문 앞에서 시국선언을 발표하였다.

#### 교수·교육인
교수들도 시국선언에 동참하였다. 한양대학교 교수 47명은 6월 25일 대학교수들 중 처음으로 국정원 대선개입과 경찰을 비판하는 시국선언을 내어 민주주의가 파괴되고 헌정질서가 유린당한 상황으로 '1차 책임자는 국정원장과 경찰청장이지만, 그 몸통은 박근혜 대통령'이라며 관련자 엄중 처벌과 국정조사, 제도 개혁을 요구했다. 가톨릭대학교 교수들은 6월 26일 정부의 명확한 입장 표명과 국정원 개혁, 관련자 처벌을 요구하는 시국선언을 냈다. 27일 서울대학교 교수 50여명도 국정원의 선거개입과 경찰청의 수사 축소와 은폐, 남북 정상회담 대화록 공개 등을 '국기문란'으로 규정하는 성명서를 내어 진상 규명과 엄중 처벌을 촉구했다. 동국대학교 교수 51명은 6월 28일 오후 2시 동국대 불상 앞에서 기자회견을 통해 시국선언문을 낭독했다. 광주대학교 교수 20명은 6월 29일 "국가정보원의 불법행위는 민주주의와 헌법을 부정한 것이며 국민에 대한 정면도전"이라며 국자정보원의 여론조작 정치개입과 경찰의 수사 은폐를 비판하는 시국선언을 냈다. 충북대학교 교수 45명은 국정원 선거 개입과 이를 덮기 위한 2007년 남북정상회담 대화록 유출을 규탄하는 시국선언을 7월 1일 가졌다. 한신대학교 교수 68명도 '박근혜정부는 정녕 제2의 6월 항쟁을 불러오려는가?'라는 제목으로 국정원의 불법 선거개입과 여론조작에 분노한다는 시국선언을 7월 1일 발표했다. 전남대학교 교수들은 국정원 선거 개입과 국가기록물인 NLL 대화록 유출을 규탄하는 시국선언을 7월 2일 가졌다. 시국선언에는 141명이 참여했다. 조선대 교수 25명은 국정원의 선거 개입을 규탄하며 이번 대선은 원천 무효의 부정선거로, 박근혜 대통령이 거취를 밝힐것을 요구했다. 감리교신학대학교교수 14명은 국정원의 대선개입을 비판하는 시국선언을 7월 2일 발표하며 국정원 대선개입에 대해 주모자와 배후 세력을 밝힐 것을 요구하며 남북정상회담 대화록 공개에 대해서도 국정원 대선개입 사건을 숨기려하는 것이라고 비판했다. 부산 경성대 교수 46명은 국정원 대선개입 여론조작에 대한 진상규명과 제도개혁을 촉구하고 국가기록물 폭로를 통한 사건 덮기를 비판하는 시국선언을 7월 4일 발표했다. 역사학자 225명은 이날 서울 통인동 참여연대에서 기자회견을 열고 국정원의 정치공작과 선거개입은 3·15 부정선거에 버금가는 범죄라며 국정원의 선거공작과 국정원이 국가기밀을 새누리당에 제공한 것을 비판하였다. 7월 5일에는 덕성여대 교수 21명, 동아대 교수 19명, 배재대 교수 17명이 각각 시국선언문을 발표하였다. 교수학술분야 4개 단체는 7월 8일 서울 광화문 이순신동상 앞에서 기자회견을 통해 시국선언문을 발표했다. 전주교육대학교 교수 13명도 이날 국정원의 대선 개입과 남북정상회담 대화록 공개를 비판하는 시국선언문을 발표하였다. 7월 9일에는 부산대학교교수 113명이 시국선언을 내놓았다. 같은 날 부산에서 부경대학교 교수 20명도 국정원 대선개입과 경찰 수사은폐, 국정원의 대학 및 언론기관에 대한 사찰을 비판하는 시국선언을 내놓았다. 중앙대학교 교수 58명도 국정원 대선개입과 경찰 수사은폐, 국정원의 대학 및 언론기관에 대한 사찰을 비판하는 시국선언을 내놓았다. 공주대학교 교수 33인도 이날 시국선언을 냈다. 전북대 등 7개 대학 교수 258명 은 7월 11일 시국선언문을 발표하였다. 서울대학교 교수들은 7월 17일 시국선언문을 발표하였다. 대진대학교 교수들은 7월 18일 시국선언문을 발표하였다. 아주대학교 교수들은 7월 22일 시국선언문을 발표하였다. 강원대학교 교수들은 7월 29일 시국선언문을 발표하였다. 제주지역 대학교수 45인은 7월 27일 시국선언문을 발표하였다.
전국교직원노동조합은 7월 9일 오전 11시 서울 광화문광장에서 기자회견을 열어 시국선언을 발표하여 정치개입을 규탄했다. 대한민국어버이연합등 보수단체가 이를 정치관여라며 불법이라 주장하며 폭력을 행사하였다. 교육부는 처음에 시국선언을 합법으로 판단하였다. 그러나 교육부는 이후 시·도교육감이 위법 여부를 판단해 경고 또는 주의조치를 해 줄 것을 요청하는 공문을 보냈다. 전국교직원노동조합은 7월 25일 교육부에 전교조는 국정원의 피해자이고 시국선언은 민주주의를 지키기 위한 당연한 것이라고 항의하는 공문을 보냈다.
시국선언에 동참한 전국 70여 개 대학 1천900여 명 교수들은 '교수연구자 네트워크'를 조직하여 8월 5일 국회의사당 앞에서 철저한 국정조사를 촉구하는 기자회견을 가졌다.
8월 12일 경희대학교 교수 113인은 경희대 서울캠퍼스 중앙도서관 앞에서 시국선언을 발표하였다. 8월 21일 광주여자대학교 교수 22인은 시국선언을 발표했다. 국공립대학 교수들의 모임인 전국국공립대학교수회연합회는 8월 30일 시국선언을 발표했다. 서강대학교 교수 28명은 9월 12일 시국선언을 발표하였다. 연세대학교 교수 93명은 9월 13일 시국선언을 발표하였다.

#### 고등학생
고등학생들도 시국선언에 나섰다. 산청군 간디고등학교 학생들은 24일 학생총회를 열고 시국선언문을 6월 29일 발표하기로 결정했다. 29일 오후 서울 광화문 이순신 동상 앞으로 상경하여 강화군 산마을고등학교등 4개학교 70여명의 학생들이 시국선언문을 발표했다. 국정원 대선개입과 새누리당의 NLL 이슈화를 통한 사건 은폐를 비판했다. 무주군 푸른꿈고등학교 재학생 40여명은 7월 14일 서울 광화문광장에서 기자회견을 통해 시국선언을 발표하였다. 인천지역의 청소년 1515명은 9월 7일 시국선언을 발표하였다.

#### 언론인
언론인단체들은 6월 26일 기자회견을 통해 국정원의 불법 선거개입과 이에 대한 은폐 행위와 언론이 정권을 위해 편파보도를 한 것을 비판했다. 1800여명이 현직 언론인으로 구성된 언론·출판계 1954명은 8월 8일 서울 태평로 프레스센터 앞에서 국가정보원의 대선 개입 사건을 규탄하고 진실 규명 방해, 보도 통제를 비판하는 시국선언을 하였다.

#### 지방의회
순천시의회는 7월 1일 제176회 순천시의회 1차 정례회에서 국가정보원을 규탄하는 '민주주의 수호를 위한 순천시의회 시국선언 결의안'을 만장일치로 통과시켰다.
광주광역시 남구 의회 의원 12인은 7월 4일 시국선언문을 발표하였다. 여수시의회는 7월 25일 국가정보원을 규탄하는 '국가정보원 사태 진상규명 촉구 시국선언 결의안'을 통과시켰다.

### 집회 확산
6월 20일 경 대학생의 잇따른 시국선언이 나온 뒤 집회가 확산되었다. 6월 21일 저녁 7시에는 광화문 KT 건물 앞에서 '국정원 규탄 민주주의 수호 대학생 촛불 문화제'가 열렸다. 6월 22일에는 집회가 더욱 확산되었다. 진보성향 단체 청년이그나이트는 오후 4시 종로구 파이낸스빌딩앞에서 '원세훈 구속수사, 국정감사 시행, 책임자 처벌'을 요구하며 국정원을 규탄하는 집회를 열었다. 21세기 한국대학생연합은 전날에 이어 저녁 7시 광화문 KT 사옥 앞에서 집회를 열었다. 부정선거 진상규명시민모임은 같은 장소에서 오후 5시 ‘국정원이 만든 대통령 박근혜 퇴진 촉구 시민 시국선언대회’를 열었다.
한편 새누리당사 앞에서는 민중의 힘이 집회신고를 하고 국정원을 규탄하는 집회를 가졌다. 그러나 보수단체는 야당측이 18대 대선을 무효화하려한다며 신고되지 않은 맞불 집회를 열기도 했다. 민중의 힘은 보수단체의 집회가 신고된 집회를 방해하기 위한 무허가 맞불 집회라며 항의했다.
6월 23일에는 한국대학생연합이 서울파이낸스센터 앞에서 '국정원 대선 개입 규탄 3차 촛불문화제'를 개최하였다. 문화제는 집회신고가 불필요하지만, 경찰은 이 행사를 신고되지 않은 집회로 규정하였다. 행사는 오후 8시 50분 끝났지만 참여자 일부는 서울특별시청까지 행진을 시도하였다. 이 과정에서 경찰은 최루액을 발사하여 고등학생이 최루액을 얼굴에 정통으로 맞아 고통을 호소하며 쓰러졌다. 경찰은 최루액을 얼굴에 발사하여서는 안되며 30도 이상의 각도로 발사하도록 한 지침을 지키지 않았다.
6월 21일 참여연대는 24일부터 7월 21일까지 오후6시에서 9시까지 종로구 동아일보 앞 인도에서 '국정원 정치공작사건 진상규명 및 국정원 개혁 촉구 시민문화제'를 개최하기 위해 서울종로경찰서에 집회 신고를 냈다. 그러나 경찰은 22일 집회 금지 통고를 보냈다. 집회 및 시위에 관한 법률상 교통 소통을 위한 금지 조항에 따른 주요도시의 주요도로에 해당한다는 이유에서이다. 경찰은 이 도로에 인도도 포함되며 통행에 지장이 되기 때문이라는 이유를 밝혔다. 참여연대는 집회신고서에서 예정한 300명의 인원이 와도 통행로를 확보할 수 있기 때문에 집회신고를 거부한 것은 권한 남용이라는 입장을 밝히고 가처분 신청을 내기로 하였다. 참여연대는 6월 28일 오후7시 광화문 앞에서 '국정원 사건에 대한 대국민 설명회'를 개최하기로 했다. 참여연대는 28일 집행정지 신청에서 승소하여 7월 10일까지 집회를 개최할 수 있게 되었다.
6월 24일 저녁 7시 서울 중구 파이낸스빌딩 앞에서는 '국정원 규탄 민주주의 수호 대학생 촛불 문화제'가 나흘째 열려 경찰 추산 400명, 주최 측 추산 600여 명의 대학생과 시민들이 모였다. 25일에도 같은 장소에서 5일째 집회가 열려 국정원 대선개입 사건을 규탄하고 국가정보원이 이를 숨기기 위해 NLL 문건을 공개한 것도 비판했다. 집회는 26일에도 엿새째 열렸다. 27일에도 7일째 열렸다. 6월 28일 저녁에는 광화문 동화면세점 앞을 비롯하여 전국에서 집회가 열렸다. 동화면세점 앞에서는 표창원 전 교수, 진선미 민주당 의원, 박주민 변호사가 참여해 거리 강연회와 토크콘서트가 함께 열렸다. 3000명(경찰 추산 1800명)이 서울 집회에 참여했다. 6월 29일 저녁에는 광화문 파이낸스 빌딩 앞에서 부정선거 진상규명시민모임과 21세기 한국대학생연합등이 국정원 선거 개입 규탄 집회를 열었다. 보수단체는 동아일보사 앞에 모여 "대통령이 해외 순방을 하는데 국정원 댓글 문제로 책임을 묻는 건 잘못됐다"며 국정원 사건 규탄집회 맞불 기자회견을 열었다.
6월 30일에는 21세기한국대학생연합 학생 30명이 오전 11시 세종로에서 광화문광장으로 행진하며 '3보1배'를 했다. 오후에는 서울 광화문 파이낸스빌딩앞에서 촛불문화제를 열었다. 7월 1일에는 광화문에서 400여 명(경찰추산 300여 명)이 참여한 촛불집회가 열렸다. 7월 2일 서울 광화문 동아일보사 앞에서는 거센 비바람이 부는 상황에서 100여명의 대학생과 시민들이 12번째 집회를 열었다. 7월 3일에도 13번째 집회가 열렸다. 7월 4일에는 고양시 화정역 앞에서 고양시민사회연대회의와 민주노총 경기도 고양파주지부가 주최한 촛불집회가 열려 비가 오는 상황이었지만 시민 200여명이 참여했다. 그리고 이번사건으로 민주주의가 파괴되었다는 시국선언문을 발표했다. 전주시 완산구 고사동 오거리문화광장에서는 시민단체관계자 50여명이 참여한 촛불집회가 열렸다. 경인선 동암역 북광장에서는 이날 오후 7시 ‘국정원 불법 선거 개입 규탄과 민주주의 수호 인천시민 촛불문화제’가 열려 100여명이 참가했다.
7월 5일 '국정원 부정선거 규탄 민주수호 경남시국회의'는 6월 28일에 이어 두 번째 촛불문화제를 열었다. 100여명이 참여하였다. 오후 6시 30분에 상남동 분수광장에서모여 용호동 정우상가까지 1.5km를 행진한 뒤 정우상가에서 촛불문화제를 했다. 12일에 세 번째 촛불문화제를 오후 7시 15분부터 열어 표창원 전 교수를 초청해 거리 강연을 하기로 했다.
209개 시민사회단체들이 모인 '국정원 대선개입과 정치개입진상 및 축소은폐 규명을 위한 시민사회단체 긴급 시국회의'는 7월 6일 오후 6시 서울시청광장에서 '국정원에 납치된 민주주의를 찾습니다'라는 주제로 촛불집회를 가진다고 발표하였다.
7월 6일 서울광장에서는 주최측 추산 1만명이 참여한 촛불집회가 열렸다. 부산, 전주, 군산, 대구, 대전, 광주, 창원, 울산 등 전국 각지에서 집회가 열렸다. 대구광역시에서는 동성로 한일극장 앞에서 촛불집회가 열렸는데 100여명의 시민이 참여했다. 제주시에서는 오후 7시 30분 제주시청 어울림마당에서 집회가 열려 50여명이 참여했다.
서울광장에서 집회를 개최한 시국회의는 7월 11일 남재준 국정원장 해임과 철저한 국정조사를 촉구하면서 7월 13일 오후 서울광장에서 3차집회를 열겠다고 밝혔다.
한편 서울대학교 총학생회는 7월 12일 오후 4시 여의도 새누리당사 앞에서 국정원 정치개입을 규탄하는 집회를 열었다.
7월 12일 저녁에는 광주광역시와 창원시에서 촛불 집회가 열렸다. 창원에서는 '국정원 선거개입과 정치개입 심판, 민주수호를 위한 경남대책위'가 "민주수호 시민문화제"를 열었는데 시민들은 표창원교수의 거리 강연을 듣고 촛불을 들었다.
7월 13일 토요일 저녁 서울광장에서 열린 '국정원 대선개입 규탄 범국민 촛불집회'에는 주최 측 추산 2만3000명(경찰 추산 6500명)이 참여해 남재준 국정원장 즉각 해임과 철저한 국정조사 이행, 국정원 개혁등을 촉구하였다. 시국회의는 14일 오후에도 빗속에서 종로구 청계광장에서 ‘국정원 규탄 민주수호 서울시민 촛불문화제’를 열었다. 시국회의는 7월 19일과 27일 서울광장에서 4차, 5차 대규모 촛불집회를 열기로 했다. 대구광역시에서는 13일 오후 6시부터 대구시 중구 동성로 한일극장앞에서 촛불 문화제가 열렸다. 대구 시국회의는 7월 19일에 동성로 한일극장앞에서 촛불문화제를 다시 열기로 했다.
표창원 전 경찰대 교수와 박주민 변호사는 국정원 사건에 대한 국민설명회를 개최하였다. 7월 16일 오후 6시 30분 안산시 상록수역을 시작으로 청주, 대전, 춘천에서 연다. 7월 20일 대전역 광장 19시 강연은 촛불문화제의 일부로 열릴 예정이다. 7월 18일에는 저녁 대전 중구 으능정이 거리에 200여명이 모여 대전역까지 행진한 뒤, 역 광장에서 촛불문화제를 열었다. 문화제에는 300여명이 참여했다.
7월 19일 금요일 서울광장에서는 '국민걱정원 규탄 나라걱정콘서트'라는 이름의 촛불집회가 열렸다. 주최 측은 참여인원을 5000명, 가장 많을 때 10000명까지 모인 것으로 추정했다. 경찰은 참여인원을 2000명으로 추정했다. 이 사건을 은유나 풍자를 통해 비판하는 노래를 공연하였다. 주최측은 7월 27일 오후 8시에 대규모 집회를 열기로 했다.
7월 20일 오후 서울 청계광장에서는 국정원 시국회의가 주최한 촛불집회에 주최측 추산 500여명의 시민이 참여했다. 저녁 7시 동아일보사 앞에서는 민주주의 지킴이 대학생 실천단이 서울시민 촛불 집회를 열었다. 전국학교비정규직노조가 집회에 동참했다. 주최 측 추산 500명, 경찰 추산 350명이 참여했다. 극우단체가 무대 위에서 휘발유를 뿌리는 등 집해를 방해하여 충돌이 있었다. 부산광역시에서는 서면 쥬디스 태화 백화점 앞에서 오후 7시부터 3차 부산 시국대회가 열려 공연을 하고 촛불을 들었다. 이밖에 대전광역시에서 집회와 거리강연이 열렸다. 으능정이 거리에 모여 대전역까지 행진한 뒤, 대전역 서광장에서 국정원 사건에 대한 강연회와 촛불문화제를 열었다.
한편 7월 25일 서울 촛불집회를 주도한 국정원 정치공작 대선 개입 진상 및 축소 은폐 의혹 규명을 위한 시민사회 시국회의는 25일 오전 서울 광화문 프레스센터에서 전국 연석회의를 열었다. 7월 27일 대규모 촛불집회를 서울광장 및 전국에서 동시다발적으로 진행하고, 8월 집회는 8월10일-15일 사이 국내외에서 동시다발적으로 열기로 했다. 그와 함께 공동결의문을 발표하여 새누리당, 국정원, 박근혜 대통령을 비판했다. 이날 대전광역시에서 촛불집회가 열렸다. 7시에 으능정이 거리에 모여 대전역까지 행진한 뒤, 오후7시반 대전역 서광장에서 국정원 사건에 대한 촛불문화제를 열었다. 경기도 안산시 상록수역 광장에서도 오후 7시 국정원 사건 진상규명과 평화를 위한 촛불집회가 열려 100여명이 참여했다. 경기도 수원시 수원역에서도 촛불문화제가 열려 200여명이 참여했다.
7월 26일에도 여러 도시에서 촛불집회가 열렸다. 충주시에서는 성서동 차 없는 거리에서 촛불집회가 열렸다. 매주 금요일 오후 7시 '충주시민과 함께하는 국정원 정치공작 규탄 촛불문화제'를 이날부터 개최하기로 하였다. 춘천시에서는 명동거리에서 촛불문화제가 열려 150여명이 참여했다. 표창원 전 교수와 박주민 변호사의 거리 강연도 진행되었다. 서울특별시에서는 청소년 시국선언을 했던 청소년 시국회의 소속의 중고등학생들이 서울 종로구 동아일보사 앞에서 촛불을 들었다.
7월 27일 서울광장에서 열린 촛불 집회에서는 주최측 추산 25000명, 경찰 추산 7500명이 참여하여 역대 최대인원이 참여했다. 철저한 국정조사를 촉구하였다. 8월 3일 오후 7시 청계광장에서 다음 촛불집회를 열고 8월 10일에는 10만명이 참여하기로 하였다.
8월 2일 서울민주민생평화통일주권연대 회원들은 '국정원국민감시단'을 결성하여 국가정보원앞에서 캠핑을 하며 직원출퇴근등에 대한 24시간 다양한 감시활동, 점심시간 1인 시위 활동을 하는 국정원CCTV활동에 들어갔다. 8월 14일까지 진행한다.
8월 3일에는 촛불집회를 앞둔 오후6시 민주당이 이 사건에 대한 국민보고대회를 열었다. 주최측 추산 1만5000명, 경찰추산 3천명이 참여하였다. 이어 열린 촛불집회에는 주최측 추산 3만명, 경찰추산 4천명이 참여하여 국정조사 기간 연장, 새누리당 국정조사 위원 전원 교체, 원세훈·김용판·김무성·권영세 증인 채택을 요구하였다. 청계광장에 앉지 못한 시민들은 파이낸스센터빌딩앞, 청계천변에서 촛불을 들었다.
8월 6일 국정원 시국회의는 이 사건에 대한 KBS,MBC의 편파·왜곡 보도형태를 규탄하는 기자회견을 KBS앞에서 열었다. 그리고 8월 8일 기자회견을 열어 8월 10일 서울광장 오후 7시 집회를 비롯하여 오후 7시 부산 서면 쥬디스태화 백화점 옆, 울산대공원 동문 앞과 오후 5시 대전역 서광장, 오후 6시 대구 한일극장 앞에서도 연다고 밝혔다. 또한 8월 9일에 오후 7시 광주 금남로와 청주 성안길입구 차 없는 거리, 오후 6시 30분 창원 정우상가 앞, 오후 5시 30분 전주 경기전 앞에서도 촛불 집회를 연다고 밝혔다.
10일 서울광장에서 개최된 촛불집회에는 주최측 추산 5만여명, 경찰 추산 1만6000여명이 참여했다. 주최측은 전국에서 촛불집회를 열어 8월 10일 서울·부산·대전·대구·울산·창원에서 열린 촛불집회에 모두 10만여명이 모였다고 밝혔다.
8월 13일에는 서울대·이화여대등 9개대학 총학생회가 여의도 새누리당사앞에서 집회를 열어 새누리당 책임 회피와 국정원의 국정조사 기만을 규탄했다. 국회에 진정서 150장을 제출하려다 행진이 막히자 9개 대학 총학생회 대표만 국회 사무처에 진정서를 제출하였다. 이날 시국회의는 10일 촛불집회때 서울광장으로 가는 횡단보도에 전경버스와 경찰관을 배치해 집회 참가를 막은 것에 대해 김정석 서울경찰청장등을 집회방해죄로 고소하였다.
8월 14일 서울광장에서 개최된 촛불집회에는 주최측 추산 4만여명, 경찰 추산 7500여명이 참여했다.
8월 17일 일요일 서울광장에서 개최된 촛불집회에는 주최측 추산 4만명, 경찰 추산 9000명이 참여했다. 부산, 대구, 울산, 군산, 제주에서도 촛불집회가 같은날 동시에 열렸다. 진상규명과 김무성 의원·권영세 주중 대사의 증인 채택·출석을 요구하였다.
국정조사 종료일인 8월 23일 금요일 청계광장에서 개최된 촛불집회에는 주최측 추산 3만명, 경찰 추산 5000명이 참여했다. 대통령 책임과 특검 실시를 요구하였다.
8월 31일 토요일 서울역광장에서 개최된 촛불집회에는 주최측 추산 2만명, 경찰 추산 4000명이 참여했다.
9월 6일 금요일에는 창원시 정우상가앞에서 특검 실시를 촉구하는 촛불집회가 열렸다.
9월 7일 토요일에는 서울 청계광장에서 촛불집회가 열렸다. 특별검사제 도입과 관련자 처벌을 요구했다. 주최 측 추산 2만명이 참여했다. 9월 13일 오후 7시 서울광장에서 다음집회를 열기로 했다.
9월 11일 시국선언을 발표한 천주교 신도들은 오후 7시 30분 서울 중구 파이낸스센터앞에서 시국기도회를 열고 촛불을 들었다.
9월 12일 천주교 광주대교구는 동구 남동 5·18기념성당에서 신부 100여 명, 신도 1100여명이 참여한채 '국정원 사태의 올바른 해결과 민주주의 회복을 위한 시국미사'를 진행한 뒤 북동성당까지 행진하였다.
9월 13일 서울 시청광장에서 촛불집회가 열려 주최 측 추산 3만명(경찰 추산 3천명)이 참여했다.
9월 23일 서울 시청광장에서 천주교 정의구현사제단이 시국미사를 열어 주최 측 추산 5천명(경찰 추산 1700명)이 참여했다.
11월 2일 프랑스 파리 에펠탑 광장에서 부정선거를 규탄하는 집회가 열렸다. 11월 4일 영국 런던에서도 국정원 부정선거를 규탄하는 집회가 열렸다. 11월 14일과 15일에는 미국에서도 집회가 열렸다.
천주교 정의구현사제단 전주교구 사제들은 11월 11일 박근혜 대통령 사퇴를 요구하기로 결정했으며 21일 천주교정의구현전국사제단은 2014년 1월 회의를 열어 박근혜 대통령 사퇴를 요구할지 결정하기로 했다. 전주교구 사제들은 11월 22일 오후 전북 군산 수송동성당에서 박근혜 대통령 사퇴를 요구하는 시국미사를 봉헌한 뒤 롯데마트앞 집회에 동참했다.
11월 27일에는 개신교 단체들도 박근혜 대통령이 부정선거의 결과로 취임한 것과 실상을 밝히려 하지 않는 것을 규탄하여 박근혜 대통령의 퇴진을 요구했다.
12월 4일에는 천주교정의구현전국사제단이 전주교구 사제단의 입장을 지지하며 박근혜 대통령의 퇴진을 촉구했다.
2013년 12월부터는 대학가에서 대자보를 게시하여 국정원 대선개입과 수서발KTX 민영화에 대한 항의운동이 확산됐다.
2013년 12월 31일 이남종은 서울역고가차도에서 박근혜가 책임을 지고 사퇴할 것을 요구한 뒤에 분신하였다. 이남종은 전신에 화상을 입은 뒤 다음날인 2014년 1월 1일 숨졌다.

## 방송 보도
대한민국의 공영방송인 KBS와 MBC는 타 매체에 비해 국정원 여론조작 사건보도에 소홀했다. 6월 20일 YTN은 국정원 의심 트위터 계정으로 지난해 말 삭제된 계정 10여 개에서 2만여 건의 글을 찾았고 이 가운데 박원순 서울시장, 반값등록금, 무상보육 등을 비난하는 내용이 2000여 건에 이른다는 특종 보도를 오전 5시부터 냈다. 그러나 보도국 간부가 보도 중단을 지시해 오전 10시 보도가 중단됐다. 언론노조 YTN지부 임장혁 공정방송추진위원장은 6월 22일 경남도민일보와의 인터뷰에서 이 사례 이외에도 18일 검찰의 수사발표 생중계 계획을 방송을 통해 알렸는데도 편집부국장이 취소시켰고, 한국대학생연합소속 학생들이 집회를 하다가 경찰에 연행된 사실을 송고했으나 보도하지 않았으며, 22일에는 진보단체의 국정원 국감 요구와 극우단체의 국정원 국감 요구 철회 집회를 동시에 담은 취재를 송고했으나 사회부장이 보도를 막았다고 밝혔다. 6월 24일 YTN노조는 긴급 성명을 통해 박원순 특종 보도에 대해 국가정보원이 YTN으로 직접 연락해 '국정원의 입장을 반영해달라'며 국정원이 YTN 보도국회의에서 비공개로 오고간 내용을 언급한 사실을 폭로했다. YTN노조는 국가정보원의 보도 통제 및 내부 회의 내용을 국정원에 내통하여 유출한 관계자에 대해서도 규탄하였다.
6월 23일 시사매거진 2580은 국정원의 대선 개입에 대한 꼭지를 방영할 예정이었으나 통편집되어 다른 꼭지 두개만 방영되어 50분간 진행하던 평소와 달리 30분만에 방송이 끝났다. 한편 MBC의 경우 뉴스데스크에서 국정원 소식을 먼저 보도하지 않고 지역 문화방송이 지방의 뉴스를 송출하는 후반부에 배치하여, 서울 이외의 대부분 지역에서는 시청할 수 없도록 편집했다. 또 김용판의 증거인멸 확인과 원세훈의 뇌물 비리에 대해서는 아예 리포트를 누락시키기도 했다. MBC에서 심원택 시사제작부장이 2580 국정원사건 취재기자들을 인사위에 회부하거나 업무배제시키자 기자들은 피켓시위를 벌리고 있다.
KBS의 옴부즈만 프로그램인 TV비평 시청자데스크는 자사의 보도의 문제를 지적하는 방송을 6월 22일 냈다. 그러나 KBS는 7월1일자 인사로 담당PD를 보직해임했다. 현상윤 PD는 외부 압력에 의한 것일 가능성이 높다고 말했고 KBS 사측은 조직개편에 따른 것이라고 해명했다.

## 기타

### 국회의원 이메일 해킹 사건
2013년 3월 27일, 이 사건의 실체를 밝히기 위해 활동한 민주통합당 진선미 국회의원과 그 보좌관의 이메일이 해킹당하고 한겨레 신문 기자의 이메일에 누군가 해킹을 시도한 사실이 공개됐다. 민주통합당은 국가정보원이 해킹을 시도했는지 밝힐 것을 요구했다. 해킹은 원세훈 전 국가정보원장의 국내정치 개입 지시 내용을 공개하고 보도한 직후에 일어났다.

### 대치 과정에 대한 논란
국정원 직원으로 대선 개입 여론 조작 활동에 참여한 것으로 지목된 직원과 경찰, 민주통합당이 대치하는 과정에 대한 논란이 있었다. 새누리당은 그 직원이 현행범이 아니라고 주장하였다. 그러면서 민주통합당의 대치 행위가 인권침해라고 주장하였다. 그러나 문제의 직원은 민주당측의 고발이 들어온 이후에도 글을 올렸으며, 오늘의 유머의 글을 삭제하고, 사이트의 아이디들과 조력자의 인적 사항, 오늘의유머 운영방식을 메모한 메모장 파일을 삭제한 현행범으로 드러났다.

### 명칭 논란
사건 초기 국가정보원 직원인 여성에 대해서 수사가 이뤄질 당시 쓰였던 '국정원 여직원 사건'이라는 표현에 대해 성 차별적 용어라는 지적이 있었다.

### 대통령 선거에 끼친 영향
국정원의 댓글, 트위터 등을 통한 대선 개입 활동이 대통령 선거 결과에 끼친 영향에 대해서는 의견이 분분하다. 그러나 여론조사 결과에 따르면 김용판의 지시에 따른 서울지방경찰청의 허위수사발표는 대통령 선거 결과에 영향을 미쳤다. 리서치뷰는 전국 득표율과 거의 비슷하게 나온 인천광역시의 시민을 대상으로 여론조사를 했다. 경찰이 사실대로 발표했을 경우 박근혜 투표층의 13.8%가 문재인을 찍었을 것이라고 응답했다. 이는 전체 득표율의 7.12%p에 해당된다. 리서치뷰가 2013년 10월 27일 전국 만 19세 이상 유권자 1000명을 대상으로 여론조사를 벌인 결과도, 경찰이 제대로 발표했었다면 대선 결과가 바뀌었을 것이라는 추정을 가능하게 한다. 박근혜 후보를 찍었던 투표층 중 8.3%는 경찰이 사실대로 발표했을 경우 문재인 후보를 찍었을 것이라고 응답했다는 것이다. 리서치뷰 측은 이러한 결과를 두 후보의 최종득표율에 반영할 경우 박근혜 후보는 51.55→47.27%, 문재인 후보는 48.02%→52.3%로 나타났다”고 밝혔다. 여론조사 업체 리얼미터의 이택수대표는 김용판의 허위수사발표직전 문재인 후보가 여론조사에서 박근혜 후보의 지지율을 추월하였지만, 경찰의 발표 이후 다시 아래로 내려갔다고 밝혔다.

### 형사소송법에 미친 영향
이 사건으로 인해 디지털 전문증거를 다른전문증거와 달리 예외적으로 증거 인정할 수 있는 것에 대한 법조항이 제정되었다.

## 관련 자료
- (CBS 김현정의 뉴스쇼) 2부 인터뷰(1) 민주통합당 진선미 국회의원 : 원세훈 출국 금지 논란 : 2013년 3월 25일
- 딴지 이너뷰 - 진선미 국회의원 '제18대 대통령 선거와 원세훈 국가정보원장' : 2013년 3월 28일

## 같이 보기
| - 워터게이트 사건 - 국가정보원 과거사건 진실규명을 통한 발전위원회 - 경향신문 매각 사건 - 김영삼 초산 테러 사건 - 김대중 납치 사건 - 김형욱 실종 사건 - 동백림 사건 - 총풍 사건 - 안풍 사건 - 중부지역당 사건 - 십자군 알바단 사건 | - 대한민국 국가정보원 스마트폰 해킹 사건 - 더불어민주당원 댓글 조작 사건 - 대한민국의 정치 범죄 - 중앙정보부 - 안기부 - 10·26 사건 - 박창수 사건 - 부마 민중 항쟁 - 전국민주청년학생총연맹 사건 - 삼성 X파일 사건 - 대한민국 국가정보원 - 대한민국 제18대 대통령 선거 | - 김대중 내란 음모 사건 - 최종길 교수 의문사 사건 - 초원복집 사건 - 미림팀 불법 도감청 사건 - 국정원 불법 도청 사건 - 2007년 남북정상회담 대화록 논란 - 표현의 자유 - 사상의 자유 - 뉴스타파 - 촛불 집회 - 안녕들하십니까 - 세월호 침몰 사고 - 박근혜 대통령 퇴진 운동 - 박근혜-최순실 게이트 |